# Вечный шах
Вечный шах — в шахматной партии — потенциально бесконечная серия шахов, которую одна из сторон либо не в состоянии прервать, либо ей невыгодно это делать. Как правило, вечный шах приводит к ничьей. 
|   | a | b | c | d | e | f | g | h |   |
| - | --- | --- | --- | --- | --- | --- | --- | --- | - |
| 8 | g8 чёрный король · f7 чёрная пешка · g7 чёрная пешка · c6 белый ферзь · h6 чёрная пешка · f3 белая пешка · h3 белая пешка · a2 чёрная ладья · d2 чёрный ферзь · g2 белая пешка · g1 белый король | g8 чёрный король · f7 чёрная пешка · g7 чёрная пешка · c6 белый ферзь · h6 чёрная пешка · f3 белая пешка · h3 белая пешка · a2 чёрная ладья · d2 чёрный ферзь · g2 белая пешка · g1 белый король | g8 чёрный король · f7 чёрная пешка · g7 чёрная пешка · c6 белый ферзь · h6 чёрная пешка · f3 белая пешка · h3 белая пешка · a2 чёрная ладья · d2 чёрный ферзь · g2 белая пешка · g1 белый король | g8 чёрный король · f7 чёрная пешка · g7 чёрная пешка · c6 белый ферзь · h6 чёрная пешка · f3 белая пешка · h3 белая пешка · a2 чёрная ладья · d2 чёрный ферзь · g2 белая пешка · g1 белый король | g8 чёрный король · f7 чёрная пешка · g7 чёрная пешка · c6 белый ферзь · h6 чёрная пешка · f3 белая пешка · h3 белая пешка · a2 чёрная ладья · d2 чёрный ферзь · g2 белая пешка · g1 белый король | g8 чёрный король · f7 чёрная пешка · g7 чёрная пешка · c6 белый ферзь · h6 чёрная пешка · f3 белая пешка · h3 белая пешка · a2 чёрная ладья · d2 чёрный ферзь · g2 белая пешка · g1 белый король | g8 чёрный король · f7 чёрная пешка · g7 чёрная пешка · c6 белый ферзь · h6 чёрная пешка · f3 белая пешка · h3 белая пешка · a2 чёрная ладья · d2 чёрный ферзь · g2 белая пешка · g1 белый король | g8 чёрный король · f7 чёрная пешка · g7 чёрная пешка · c6 белый ферзь · h6 чёрная пешка · f3 белая пешка · h3 белая пешка · a2 чёрная ладья · d2 чёрный ферзь · g2 белая пешка · g1 белый король | 8 |
| 7 | g8 чёрный король · f7 чёрная пешка · g7 чёрная пешка · c6 белый ферзь · h6 чёрная пешка · f3 белая пешка · h3 белая пешка · a2 чёрная ладья · d2 чёрный ферзь · g2 белая пешка · g1 белый король | g8 чёрный король · f7 чёрная пешка · g7 чёрная пешка · c6 белый ферзь · h6 чёрная пешка · f3 белая пешка · h3 белая пешка · a2 чёрная ладья · d2 чёрный ферзь · g2 белая пешка · g1 белый король | g8 чёрный король · f7 чёрная пешка · g7 чёрная пешка · c6 белый ферзь · h6 чёрная пешка · f3 белая пешка · h3 белая пешка · a2 чёрная ладья · d2 чёрный ферзь · g2 белая пешка · g1 белый король | g8 чёрный король · f7 чёрная пешка · g7 чёрная пешка · c6 белый ферзь · h6 чёрная пешка · f3 белая пешка · h3 белая пешка · a2 чёрная ладья · d2 чёрный ферзь · g2 белая пешка · g1 белый король | g8 чёрный король · f7 чёрная пешка · g7 чёрная пешка · c6 белый ферзь · h6 чёрная пешка · f3 белая пешка · h3 белая пешка · a2 чёрная ладья · d2 чёрный ферзь · g2 белая пешка · g1 белый король | g8 чёрный король · f7 чёрная пешка · g7 чёрная пешка · c6 белый ферзь · h6 чёрная пешка · f3 белая пешка · h3 белая пешка · a2 чёрная ладья · d2 чёрный ферзь · g2 белая пешка · g1 белый король | g8 чёрный король · f7 чёрная пешка · g7 чёрная пешка · c6 белый ферзь · h6 чёрная пешка · f3 белая пешка · h3 белая пешка · a2 чёрная ладья · d2 чёрный ферзь · g2 белая пешка · g1 белый король | g8 чёрный король · f7 чёрная пешка · g7 чёрная пешка · c6 белый ферзь · h6 чёрная пешка · f3 белая пешка · h3 белая пешка · a2 чёрная ладья · d2 чёрный ферзь · g2 белая пешка · g1 белый король | 7 |
| 6 | g8 чёрный король · f7 чёрная пешка · g7 чёрная пешка · c6 белый ферзь · h6 чёрная пешка · f3 белая пешка · h3 белая пешка · a2 чёрная ладья · d2 чёрный ферзь · g2 белая пешка · g1 белый король | g8 чёрный король · f7 чёрная пешка · g7 чёрная пешка · c6 белый ферзь · h6 чёрная пешка · f3 белая пешка · h3 белая пешка · a2 чёрная ладья · d2 чёрный ферзь · g2 белая пешка · g1 белый король | g8 чёрный король · f7 чёрная пешка · g7 чёрная пешка · c6 белый ферзь · h6 чёрная пешка · f3 белая пешка · h3 белая пешка · a2 чёрная ладья · d2 чёрный ферзь · g2 белая пешка · g1 белый король | g8 чёрный король · f7 чёрная пешка · g7 чёрная пешка · c6 белый ферзь · h6 чёрная пешка · f3 белая пешка · h3 белая пешка · a2 чёрная ладья · d2 чёрный ферзь · g2 белая пешка · g1 белый король | g8 чёрный король · f7 чёрная пешка · g7 чёрная пешка · c6 белый ферзь · h6 чёрная пешка · f3 белая пешка · h3 белая пешка · a2 чёрная ладья · d2 чёрный ферзь · g2 белая пешка · g1 белый король | g8 чёрный король · f7 чёрная пешка · g7 чёрная пешка · c6 белый ферзь · h6 чёрная пешка · f3 белая пешка · h3 белая пешка · a2 чёрная ладья · d2 чёрный ферзь · g2 белая пешка · g1 белый король | g8 чёрный король · f7 чёрная пешка · g7 чёрная пешка · c6 белый ферзь · h6 чёрная пешка · f3 белая пешка · h3 белая пешка · a2 чёрная ладья · d2 чёрный ферзь · g2 белая пешка · g1 белый король | g8 чёрный король · f7 чёрная пешка · g7 чёрная пешка · c6 белый ферзь · h6 чёрная пешка · f3 белая пешка · h3 белая пешка · a2 чёрная ладья · d2 чёрный ферзь · g2 белая пешка · g1 белый король | 6 |
| 5 | g8 чёрный король · f7 чёрная пешка · g7 чёрная пешка · c6 белый ферзь · h6 чёрная пешка · f3 белая пешка · h3 белая пешка · a2 чёрная ладья · d2 чёрный ферзь · g2 белая пешка · g1 белый король | g8 чёрный король · f7 чёрная пешка · g7 чёрная пешка · c6 белый ферзь · h6 чёрная пешка · f3 белая пешка · h3 белая пешка · a2 чёрная ладья · d2 чёрный ферзь · g2 белая пешка · g1 белый король | g8 чёрный король · f7 чёрная пешка · g7 чёрная пешка · c6 белый ферзь · h6 чёрная пешка · f3 белая пешка · h3 белая пешка · a2 чёрная ладья · d2 чёрный ферзь · g2 белая пешка · g1 белый король | g8 чёрный король · f7 чёрная пешка · g7 чёрная пешка · c6 белый ферзь · h6 чёрная пешка · f3 белая пешка · h3 белая пешка · a2 чёрная ладья · d2 чёрный ферзь · g2 белая пешка · g1 белый король | g8 чёрный король · f7 чёрная пешка · g7 чёрная пешка · c6 белый ферзь · h6 чёрная пешка · f3 белая пешка · h3 белая пешка · a2 чёрная ладья · d2 чёрный ферзь · g2 белая пешка · g1 белый король | g8 чёрный король · f7 чёрная пешка · g7 чёрная пешка · c6 белый ферзь · h6 чёрная пешка · f3 белая пешка · h3 белая пешка · a2 чёрная ладья · d2 чёрный ферзь · g2 белая пешка · g1 белый король | g8 чёрный король · f7 чёрная пешка · g7 чёрная пешка · c6 белый ферзь · h6 чёрная пешка · f3 белая пешка · h3 белая пешка · a2 чёрная ладья · d2 чёрный ферзь · g2 белая пешка · g1 белый король | g8 чёрный король · f7 чёрная пешка · g7 чёрная пешка · c6 белый ферзь · h6 чёрная пешка · f3 белая пешка · h3 белая пешка · a2 чёрная ладья · d2 чёрный ферзь · g2 белая пешка · g1 белый король | 5 |
| 4 | g8 чёрный король · f7 чёрная пешка · g7 чёрная пешка · c6 белый ферзь · h6 чёрная пешка · f3 белая пешка · h3 белая пешка · a2 чёрная ладья · d2 чёрный ферзь · g2 белая пешка · g1 белый король | g8 чёрный король · f7 чёрная пешка · g7 чёрная пешка · c6 белый ферзь · h6 чёрная пешка · f3 белая пешка · h3 белая пешка · a2 чёрная ладья · d2 чёрный ферзь · g2 белая пешка · g1 белый король | g8 чёрный король · f7 чёрная пешка · g7 чёрная пешка · c6 белый ферзь · h6 чёрная пешка · f3 белая пешка · h3 белая пешка · a2 чёрная ладья · d2 чёрный ферзь · g2 белая пешка · g1 белый король | g8 чёрный король · f7 чёрная пешка · g7 чёрная пешка · c6 белый ферзь · h6 чёрная пешка · f3 белая пешка · h3 белая пешка · a2 чёрная ладья · d2 чёрный ферзь · g2 белая пешка · g1 белый король | g8 чёрный король · f7 чёрная пешка · g7 чёрная пешка · c6 белый ферзь · h6 чёрная пешка · f3 белая пешка · h3 белая пешка · a2 чёрная ладья · d2 чёрный ферзь · g2 белая пешка · g1 белый король | g8 чёрный король · f7 чёрная пешка · g7 чёрная пешка · c6 белый ферзь · h6 чёрная пешка · f3 белая пешка · h3 белая пешка · a2 чёрная ладья · d2 чёрный ферзь · g2 белая пешка · g1 белый король | g8 чёрный король · f7 чёрная пешка · g7 чёрная пешка · c6 белый ферзь · h6 чёрная пешка · f3 белая пешка · h3 белая пешка · a2 чёрная ладья · d2 чёрный ферзь · g2 белая пешка · g1 белый король | g8 чёрный король · f7 чёрная пешка · g7 чёрная пешка · c6 белый ферзь · h6 чёрная пешка · f3 белая пешка · h3 белая пешка · a2 чёрная ладья · d2 чёрный ферзь · g2 белая пешка · g1 белый король | 4 |
| 3 | g8 чёрный король · f7 чёрная пешка · g7 чёрная пешка · c6 белый ферзь · h6 чёрная пешка · f3 белая пешка · h3 белая пешка · a2 чёрная ладья · d2 чёрный ферзь · g2 белая пешка · g1 белый король | g8 чёрный король · f7 чёрная пешка · g7 чёрная пешка · c6 белый ферзь · h6 чёрная пешка · f3 белая пешка · h3 белая пешка · a2 чёрная ладья · d2 чёрный ферзь · g2 белая пешка · g1 белый король | g8 чёрный король · f7 чёрная пешка · g7 чёрная пешка · c6 белый ферзь · h6 чёрная пешка · f3 белая пешка · h3 белая пешка · a2 чёрная ладья · d2 чёрный ферзь · g2 белая пешка · g1 белый король | g8 чёрный король · f7 чёрная пешка · g7 чёрная пешка · c6 белый ферзь · h6 чёрная пешка · f3 белая пешка · h3 белая пешка · a2 чёрная ладья · d2 чёрный ферзь · g2 белая пешка · g1 белый король | g8 чёрный король · f7 чёрная пешка · g7 чёрная пешка · c6 белый ферзь · h6 чёрная пешка · f3 белая пешка · h3 белая пешка · a2 чёрная ладья · d2 чёрный ферзь · g2 белая пешка · g1 белый король | g8 чёрный король · f7 чёрная пешка · g7 чёрная пешка · c6 белый ферзь · h6 чёрная пешка · f3 белая пешка · h3 белая пешка · a2 чёрная ладья · d2 чёрный ферзь · g2 белая пешка · g1 белый король | g8 чёрный король · f7 чёрная пешка · g7 чёрная пешка · c6 белый ферзь · h6 чёрная пешка · f3 белая пешка · h3 белая пешка · a2 чёрная ладья · d2 чёрный ферзь · g2 белая пешка · g1 белый король | g8 чёрный король · f7 чёрная пешка · g7 чёрная пешка · c6 белый ферзь · h6 чёрная пешка · f3 белая пешка · h3 белая пешка · a2 чёрная ладья · d2 чёрный ферзь · g2 белая пешка · g1 белый король | 3 |
| 2 | g8 чёрный король · f7 чёрная пешка · g7 чёрная пешка · c6 белый ферзь · h6 чёрная пешка · f3 белая пешка · h3 белая пешка · a2 чёрная ладья · d2 чёрный ферзь · g2 белая пешка · g1 белый король | g8 чёрный король · f7 чёрная пешка · g7 чёрная пешка · c6 белый ферзь · h6 чёрная пешка · f3 белая пешка · h3 белая пешка · a2 чёрная ладья · d2 чёрный ферзь · g2 белая пешка · g1 белый король | g8 чёрный король · f7 чёрная пешка · g7 чёрная пешка · c6 белый ферзь · h6 чёрная пешка · f3 белая пешка · h3 белая пешка · a2 чёрная ладья · d2 чёрный ферзь · g2 белая пешка · g1 белый король | g8 чёрный король · f7 чёрная пешка · g7 чёрная пешка · c6 белый ферзь · h6 чёрная пешка · f3 белая пешка · h3 белая пешка · a2 чёрная ладья · d2 чёрный ферзь · g2 белая пешка · g1 белый король | g8 чёрный король · f7 чёрная пешка · g7 чёрная пешка · c6 белый ферзь · h6 чёрная пешка · f3 белая пешка · h3 белая пешка · a2 чёрная ладья · d2 чёрный ферзь · g2 белая пешка · g1 белый король | g8 чёрный король · f7 чёрная пешка · g7 чёрная пешка · c6 белый ферзь · h6 чёрная пешка · f3 белая пешка · h3 белая пешка · a2 чёрная ладья · d2 чёрный ферзь · g2 белая пешка · g1 белый король | g8 чёрный король · f7 чёрная пешка · g7 чёрная пешка · c6 белый ферзь · h6 чёрная пешка · f3 белая пешка · h3 белая пешка · a2 чёрная ладья · d2 чёрный ферзь · g2 белая пешка · g1 белый король | g8 чёрный король · f7 чёрная пешка · g7 чёрная пешка · c6 белый ферзь · h6 чёрная пешка · f3 белая пешка · h3 белая пешка · a2 чёрная ладья · d2 чёрный ферзь · g2 белая пешка · g1 белый король | 2 |
| 1 | g8 чёрный король · f7 чёрная пешка · g7 чёрная пешка · c6 белый ферзь · h6 чёрная пешка · f3 белая пешка · h3 белая пешка · a2 чёрная ладья · d2 чёрный ферзь · g2 белая пешка · g1 белый король | g8 чёрный король · f7 чёрная пешка · g7 чёрная пешка · c6 белый ферзь · h6 чёрная пешка · f3 белая пешка · h3 белая пешка · a2 чёрная ладья · d2 чёрный ферзь · g2 белая пешка · g1 белый король | g8 чёрный король · f7 чёрная пешка · g7 чёрная пешка · c6 белый ферзь · h6 чёрная пешка · f3 белая пешка · h3 белая пешка · a2 чёрная ладья · d2 чёрный ферзь · g2 белая пешка · g1 белый король | g8 чёрный король · f7 чёрная пешка · g7 чёрная пешка · c6 белый ферзь · h6 чёрная пешка · f3 белая пешка · h3 белая пешка · a2 чёрная ладья · d2 чёрный ферзь · g2 белая пешка · g1 белый король | g8 чёрный король · f7 чёрная пешка · g7 чёрная пешка · c6 белый ферзь · h6 чёрная пешка · f3 белая пешка · h3 белая пешка · a2 чёрная ладья · d2 чёрный ферзь · g2 белая пешка · g1 белый король | g8 чёрный король · f7 чёрная пешка · g7 чёрная пешка · c6 белый ферзь · h6 чёрная пешка · f3 белая пешка · h3 белая пешка · a2 чёрная ладья · d2 чёрный ферзь · g2 белая пешка · g1 белый король | g8 чёрный король · f7 чёрная пешка · g7 чёрная пешка · c6 белый ферзь · h6 чёрная пешка · f3 белая пешка · h3 белая пешка · a2 чёрная ладья · d2 чёрный ферзь · g2 белая пешка · g1 белый король | g8 чёрный король · f7 чёрная пешка · g7 чёрная пешка · c6 белый ферзь · h6 чёрная пешка · f3 белая пешка · h3 белая пешка · a2 чёрная ладья · d2 чёрный ферзь · g2 белая пешка · g1 белый король | 1 |
|   | a | b | c | d | e | f | g | h |   |

Вечный шах возникает, когда:
- один из игроков объявляет шах королю противника;
- после ухода противника от шаха игрок сразу же объявляет шах повторно;
- последовательность уходов и шахов продолжается, причём позиции в какой-то момент начинают повторяться, и избежать этого игрок, оказывающийся под шахом, не может.

Обычно к вечному шаху прибегает проигрывающая сторона, пытаясь свести партию вничью. В свою очередь, стратегия выигрывающей стороны — не допустить ситуации, когда на доске может возникнуть вечный шах. 
Раньше в шахматных правилах специально оговаривалось, что при возникновении на доске вечного шаха объявляется ничья. По современным правилам классических шахмат ФИДЕ, вечный шах не является сам по себе основанием для объявления ничьей, но на практике он почти всегда приводит к ничьей по договоренности, так как при продолжении игры через некоторое время случится троекратное повторение позиции, либо будут сделаны 50 ходов без взятия фигур и продвижения пешек, что позволит любому игроку затребовать ничью независимо от желания оппонента. Таким образом вечный шах или его угроза позволяют игроку спасти даже уже практически проигранную партию.
|   | a | b | c | d | e | f | g | h |   |
| - | --- | --- | --- | --- | --- | --- | --- | --- | - |
| 8 | e8 белый ферзь · a7 чёрная пешка · h7 чёрный король · b6 чёрная пешка · h4 белая пешка · d3 белая пешка · f3 белая пешка · c2 чёрный ферзь · g2 белая пешка · a1 белый король | e8 белый ферзь · a7 чёрная пешка · h7 чёрный король · b6 чёрная пешка · h4 белая пешка · d3 белая пешка · f3 белая пешка · c2 чёрный ферзь · g2 белая пешка · a1 белый король | e8 белый ферзь · a7 чёрная пешка · h7 чёрный король · b6 чёрная пешка · h4 белая пешка · d3 белая пешка · f3 белая пешка · c2 чёрный ферзь · g2 белая пешка · a1 белый король | e8 белый ферзь · a7 чёрная пешка · h7 чёрный король · b6 чёрная пешка · h4 белая пешка · d3 белая пешка · f3 белая пешка · c2 чёрный ферзь · g2 белая пешка · a1 белый король | e8 белый ферзь · a7 чёрная пешка · h7 чёрный король · b6 чёрная пешка · h4 белая пешка · d3 белая пешка · f3 белая пешка · c2 чёрный ферзь · g2 белая пешка · a1 белый король | e8 белый ферзь · a7 чёрная пешка · h7 чёрный король · b6 чёрная пешка · h4 белая пешка · d3 белая пешка · f3 белая пешка · c2 чёрный ферзь · g2 белая пешка · a1 белый король | e8 белый ферзь · a7 чёрная пешка · h7 чёрный король · b6 чёрная пешка · h4 белая пешка · d3 белая пешка · f3 белая пешка · c2 чёрный ферзь · g2 белая пешка · a1 белый король | e8 белый ферзь · a7 чёрная пешка · h7 чёрный король · b6 чёрная пешка · h4 белая пешка · d3 белая пешка · f3 белая пешка · c2 чёрный ферзь · g2 белая пешка · a1 белый король | 8 |
| 7 | e8 белый ферзь · a7 чёрная пешка · h7 чёрный король · b6 чёрная пешка · h4 белая пешка · d3 белая пешка · f3 белая пешка · c2 чёрный ферзь · g2 белая пешка · a1 белый король | e8 белый ферзь · a7 чёрная пешка · h7 чёрный король · b6 чёрная пешка · h4 белая пешка · d3 белая пешка · f3 белая пешка · c2 чёрный ферзь · g2 белая пешка · a1 белый король | e8 белый ферзь · a7 чёрная пешка · h7 чёрный король · b6 чёрная пешка · h4 белая пешка · d3 белая пешка · f3 белая пешка · c2 чёрный ферзь · g2 белая пешка · a1 белый король | e8 белый ферзь · a7 чёрная пешка · h7 чёрный король · b6 чёрная пешка · h4 белая пешка · d3 белая пешка · f3 белая пешка · c2 чёрный ферзь · g2 белая пешка · a1 белый король | e8 белый ферзь · a7 чёрная пешка · h7 чёрный король · b6 чёрная пешка · h4 белая пешка · d3 белая пешка · f3 белая пешка · c2 чёрный ферзь · g2 белая пешка · a1 белый король | e8 белый ферзь · a7 чёрная пешка · h7 чёрный король · b6 чёрная пешка · h4 белая пешка · d3 белая пешка · f3 белая пешка · c2 чёрный ферзь · g2 белая пешка · a1 белый король | e8 белый ферзь · a7 чёрная пешка · h7 чёрный король · b6 чёрная пешка · h4 белая пешка · d3 белая пешка · f3 белая пешка · c2 чёрный ферзь · g2 белая пешка · a1 белый король | e8 белый ферзь · a7 чёрная пешка · h7 чёрный король · b6 чёрная пешка · h4 белая пешка · d3 белая пешка · f3 белая пешка · c2 чёрный ферзь · g2 белая пешка · a1 белый король | 7 |
| 6 | e8 белый ферзь · a7 чёрная пешка · h7 чёрный король · b6 чёрная пешка · h4 белая пешка · d3 белая пешка · f3 белая пешка · c2 чёрный ферзь · g2 белая пешка · a1 белый король | e8 белый ферзь · a7 чёрная пешка · h7 чёрный король · b6 чёрная пешка · h4 белая пешка · d3 белая пешка · f3 белая пешка · c2 чёрный ферзь · g2 белая пешка · a1 белый король | e8 белый ферзь · a7 чёрная пешка · h7 чёрный король · b6 чёрная пешка · h4 белая пешка · d3 белая пешка · f3 белая пешка · c2 чёрный ферзь · g2 белая пешка · a1 белый король | e8 белый ферзь · a7 чёрная пешка · h7 чёрный король · b6 чёрная пешка · h4 белая пешка · d3 белая пешка · f3 белая пешка · c2 чёрный ферзь · g2 белая пешка · a1 белый король | e8 белый ферзь · a7 чёрная пешка · h7 чёрный король · b6 чёрная пешка · h4 белая пешка · d3 белая пешка · f3 белая пешка · c2 чёрный ферзь · g2 белая пешка · a1 белый король | e8 белый ферзь · a7 чёрная пешка · h7 чёрный король · b6 чёрная пешка · h4 белая пешка · d3 белая пешка · f3 белая пешка · c2 чёрный ферзь · g2 белая пешка · a1 белый король | e8 белый ферзь · a7 чёрная пешка · h7 чёрный король · b6 чёрная пешка · h4 белая пешка · d3 белая пешка · f3 белая пешка · c2 чёрный ферзь · g2 белая пешка · a1 белый король | e8 белый ферзь · a7 чёрная пешка · h7 чёрный король · b6 чёрная пешка · h4 белая пешка · d3 белая пешка · f3 белая пешка · c2 чёрный ферзь · g2 белая пешка · a1 белый король | 6 |
| 5 | e8 белый ферзь · a7 чёрная пешка · h7 чёрный король · b6 чёрная пешка · h4 белая пешка · d3 белая пешка · f3 белая пешка · c2 чёрный ферзь · g2 белая пешка · a1 белый король | e8 белый ферзь · a7 чёрная пешка · h7 чёрный король · b6 чёрная пешка · h4 белая пешка · d3 белая пешка · f3 белая пешка · c2 чёрный ферзь · g2 белая пешка · a1 белый король | e8 белый ферзь · a7 чёрная пешка · h7 чёрный король · b6 чёрная пешка · h4 белая пешка · d3 белая пешка · f3 белая пешка · c2 чёрный ферзь · g2 белая пешка · a1 белый король | e8 белый ферзь · a7 чёрная пешка · h7 чёрный король · b6 чёрная пешка · h4 белая пешка · d3 белая пешка · f3 белая пешка · c2 чёрный ферзь · g2 белая пешка · a1 белый король | e8 белый ферзь · a7 чёрная пешка · h7 чёрный король · b6 чёрная пешка · h4 белая пешка · d3 белая пешка · f3 белая пешка · c2 чёрный ферзь · g2 белая пешка · a1 белый король | e8 белый ферзь · a7 чёрная пешка · h7 чёрный король · b6 чёрная пешка · h4 белая пешка · d3 белая пешка · f3 белая пешка · c2 чёрный ферзь · g2 белая пешка · a1 белый король | e8 белый ферзь · a7 чёрная пешка · h7 чёрный король · b6 чёрная пешка · h4 белая пешка · d3 белая пешка · f3 белая пешка · c2 чёрный ферзь · g2 белая пешка · a1 белый король | e8 белый ферзь · a7 чёрная пешка · h7 чёрный король · b6 чёрная пешка · h4 белая пешка · d3 белая пешка · f3 белая пешка · c2 чёрный ферзь · g2 белая пешка · a1 белый король | 5 |
| 4 | e8 белый ферзь · a7 чёрная пешка · h7 чёрный король · b6 чёрная пешка · h4 белая пешка · d3 белая пешка · f3 белая пешка · c2 чёрный ферзь · g2 белая пешка · a1 белый король | e8 белый ферзь · a7 чёрная пешка · h7 чёрный король · b6 чёрная пешка · h4 белая пешка · d3 белая пешка · f3 белая пешка · c2 чёрный ферзь · g2 белая пешка · a1 белый король | e8 белый ферзь · a7 чёрная пешка · h7 чёрный король · b6 чёрная пешка · h4 белая пешка · d3 белая пешка · f3 белая пешка · c2 чёрный ферзь · g2 белая пешка · a1 белый король | e8 белый ферзь · a7 чёрная пешка · h7 чёрный король · b6 чёрная пешка · h4 белая пешка · d3 белая пешка · f3 белая пешка · c2 чёрный ферзь · g2 белая пешка · a1 белый король | e8 белый ферзь · a7 чёрная пешка · h7 чёрный король · b6 чёрная пешка · h4 белая пешка · d3 белая пешка · f3 белая пешка · c2 чёрный ферзь · g2 белая пешка · a1 белый король | e8 белый ферзь · a7 чёрная пешка · h7 чёрный король · b6 чёрная пешка · h4 белая пешка · d3 белая пешка · f3 белая пешка · c2 чёрный ферзь · g2 белая пешка · a1 белый король | e8 белый ферзь · a7 чёрная пешка · h7 чёрный король · b6 чёрная пешка · h4 белая пешка · d3 белая пешка · f3 белая пешка · c2 чёрный ферзь · g2 белая пешка · a1 белый король | e8 белый ферзь · a7 чёрная пешка · h7 чёрный король · b6 чёрная пешка · h4 белая пешка · d3 белая пешка · f3 белая пешка · c2 чёрный ферзь · g2 белая пешка · a1 белый король | 4 |
| 3 | e8 белый ферзь · a7 чёрная пешка · h7 чёрный король · b6 чёрная пешка · h4 белая пешка · d3 белая пешка · f3 белая пешка · c2 чёрный ферзь · g2 белая пешка · a1 белый король | e8 белый ферзь · a7 чёрная пешка · h7 чёрный король · b6 чёрная пешка · h4 белая пешка · d3 белая пешка · f3 белая пешка · c2 чёрный ферзь · g2 белая пешка · a1 белый король | e8 белый ферзь · a7 чёрная пешка · h7 чёрный король · b6 чёрная пешка · h4 белая пешка · d3 белая пешка · f3 белая пешка · c2 чёрный ферзь · g2 белая пешка · a1 белый король | e8 белый ферзь · a7 чёрная пешка · h7 чёрный король · b6 чёрная пешка · h4 белая пешка · d3 белая пешка · f3 белая пешка · c2 чёрный ферзь · g2 белая пешка · a1 белый король | e8 белый ферзь · a7 чёрная пешка · h7 чёрный король · b6 чёрная пешка · h4 белая пешка · d3 белая пешка · f3 белая пешка · c2 чёрный ферзь · g2 белая пешка · a1 белый король | e8 белый ферзь · a7 чёрная пешка · h7 чёрный король · b6 чёрная пешка · h4 белая пешка · d3 белая пешка · f3 белая пешка · c2 чёрный ферзь · g2 белая пешка · a1 белый король | e8 белый ферзь · a7 чёрная пешка · h7 чёрный король · b6 чёрная пешка · h4 белая пешка · d3 белая пешка · f3 белая пешка · c2 чёрный ферзь · g2 белая пешка · a1 белый король | e8 белый ферзь · a7 чёрная пешка · h7 чёрный король · b6 чёрная пешка · h4 белая пешка · d3 белая пешка · f3 белая пешка · c2 чёрный ферзь · g2 белая пешка · a1 белый король | 3 |
| 2 | e8 белый ферзь · a7 чёрная пешка · h7 чёрный король · b6 чёрная пешка · h4 белая пешка · d3 белая пешка · f3 белая пешка · c2 чёрный ферзь · g2 белая пешка · a1 белый король | e8 белый ферзь · a7 чёрная пешка · h7 чёрный король · b6 чёрная пешка · h4 белая пешка · d3 белая пешка · f3 белая пешка · c2 чёрный ферзь · g2 белая пешка · a1 белый король | e8 белый ферзь · a7 чёрная пешка · h7 чёрный король · b6 чёрная пешка · h4 белая пешка · d3 белая пешка · f3 белая пешка · c2 чёрный ферзь · g2 белая пешка · a1 белый король | e8 белый ферзь · a7 чёрная пешка · h7 чёрный король · b6 чёрная пешка · h4 белая пешка · d3 белая пешка · f3 белая пешка · c2 чёрный ферзь · g2 белая пешка · a1 белый король | e8 белый ферзь · a7 чёрная пешка · h7 чёрный король · b6 чёрная пешка · h4 белая пешка · d3 белая пешка · f3 белая пешка · c2 чёрный ферзь · g2 белая пешка · a1 белый король | e8 белый ферзь · a7 чёрная пешка · h7 чёрный король · b6 чёрная пешка · h4 белая пешка · d3 белая пешка · f3 белая пешка · c2 чёрный ферзь · g2 белая пешка · a1 белый король | e8 белый ферзь · a7 чёрная пешка · h7 чёрный король · b6 чёрная пешка · h4 белая пешка · d3 белая пешка · f3 белая пешка · c2 чёрный ферзь · g2 белая пешка · a1 белый король | e8 белый ферзь · a7 чёрная пешка · h7 чёрный король · b6 чёрная пешка · h4 белая пешка · d3 белая пешка · f3 белая пешка · c2 чёрный ферзь · g2 белая пешка · a1 белый король | 2 |
| 1 | e8 белый ферзь · a7 чёрная пешка · h7 чёрный король · b6 чёрная пешка · h4 белая пешка · d3 белая пешка · f3 белая пешка · c2 чёрный ферзь · g2 белая пешка · a1 белый король | e8 белый ферзь · a7 чёрная пешка · h7 чёрный король · b6 чёрная пешка · h4 белая пешка · d3 белая пешка · f3 белая пешка · c2 чёрный ферзь · g2 белая пешка · a1 белый король | e8 белый ферзь · a7 чёрная пешка · h7 чёрный король · b6 чёрная пешка · h4 белая пешка · d3 белая пешка · f3 белая пешка · c2 чёрный ферзь · g2 белая пешка · a1 белый король | e8 белый ферзь · a7 чёрная пешка · h7 чёрный король · b6 чёрная пешка · h4 белая пешка · d3 белая пешка · f3 белая пешка · c2 чёрный ферзь · g2 белая пешка · a1 белый король | e8 белый ферзь · a7 чёрная пешка · h7 чёрный король · b6 чёрная пешка · h4 белая пешка · d3 белая пешка · f3 белая пешка · c2 чёрный ферзь · g2 белая пешка · a1 белый король | e8 белый ферзь · a7 чёрная пешка · h7 чёрный король · b6 чёрная пешка · h4 белая пешка · d3 белая пешка · f3 белая пешка · c2 чёрный ферзь · g2 белая пешка · a1 белый король | e8 белый ферзь · a7 чёрная пешка · h7 чёрный король · b6 чёрная пешка · h4 белая пешка · d3 белая пешка · f3 белая пешка · c2 чёрный ферзь · g2 белая пешка · a1 белый король | e8 белый ферзь · a7 чёрная пешка · h7 чёрный король · b6 чёрная пешка · h4 белая пешка · d3 белая пешка · f3 белая пешка · c2 чёрный ферзь · g2 белая пешка · a1 белый король | 1 |
|   | a | b | c | d | e | f | g | h |   |

В ситуации, показанной на первой диаграмме, чёрные обладают существенным материальным преимуществом (ладьёй) и угрожают белому королю. Однако после 1. Фc8+ Kph7 2. Фf5+ Kpg8 (или 2…Крh8) 3. Фc8+ Kph7 4. Фf5+ g6 5. Ф:f7+ Kph8 белые добиваются ничьей с помощью «вечного» шаха (6. Фf8+ Kph7 7. Фf7+ …).
Во втором примере ход чёрных, и вместо немедленного взятия 1…Ф:d3? или 1…Ф:g2?, приводящего к невыгодному размену ферзей, следует шах 1…Фc1+! Продолжение 2. Кра2 Фс2+ приводит либо к «вечному» шаху (3. Кра1 Фс1+ 4. Кра2 Фс2+ 5. Кра1 …), либо к потере белыми критического преимущества в две пешки: 3. Кра3 Ф:d3+ 4. Кра4 (Крb4, Крa2, Крb2 не лучше) Фс2+ 5. Крb5 Ф:g2.

## Известные партии

### Унцикер — Авербах
|   | a | b | c | d | e | f | g | h |   |
| - | --- | --- | --- | --- | --- | --- | --- | --- | - |
| 8 | f8 чёрная ладья · g8 чёрный король · b7 чёрная ладья · c7 белая пешка · g7 чёрная пешка · h7 чёрная пешка · a6 чёрная пешка · f6 чёрный конь · d5 белая пешка · e5 чёрная пешка · b4 белая пешка · e4 белая пешка · f4 чёрный ферзь · c3 белый ферзь · h3 белая пешка · a2 белая пешка · g2 белая пешка · a1 белая ладья · e1 белая ладья · g1 белый король | f8 чёрная ладья · g8 чёрный король · b7 чёрная ладья · c7 белая пешка · g7 чёрная пешка · h7 чёрная пешка · a6 чёрная пешка · f6 чёрный конь · d5 белая пешка · e5 чёрная пешка · b4 белая пешка · e4 белая пешка · f4 чёрный ферзь · c3 белый ферзь · h3 белая пешка · a2 белая пешка · g2 белая пешка · a1 белая ладья · e1 белая ладья · g1 белый король | f8 чёрная ладья · g8 чёрный король · b7 чёрная ладья · c7 белая пешка · g7 чёрная пешка · h7 чёрная пешка · a6 чёрная пешка · f6 чёрный конь · d5 белая пешка · e5 чёрная пешка · b4 белая пешка · e4 белая пешка · f4 чёрный ферзь · c3 белый ферзь · h3 белая пешка · a2 белая пешка · g2 белая пешка · a1 белая ладья · e1 белая ладья · g1 белый король | f8 чёрная ладья · g8 чёрный король · b7 чёрная ладья · c7 белая пешка · g7 чёрная пешка · h7 чёрная пешка · a6 чёрная пешка · f6 чёрный конь · d5 белая пешка · e5 чёрная пешка · b4 белая пешка · e4 белая пешка · f4 чёрный ферзь · c3 белый ферзь · h3 белая пешка · a2 белая пешка · g2 белая пешка · a1 белая ладья · e1 белая ладья · g1 белый король | f8 чёрная ладья · g8 чёрный король · b7 чёрная ладья · c7 белая пешка · g7 чёрная пешка · h7 чёрная пешка · a6 чёрная пешка · f6 чёрный конь · d5 белая пешка · e5 чёрная пешка · b4 белая пешка · e4 белая пешка · f4 чёрный ферзь · c3 белый ферзь · h3 белая пешка · a2 белая пешка · g2 белая пешка · a1 белая ладья · e1 белая ладья · g1 белый король | f8 чёрная ладья · g8 чёрный король · b7 чёрная ладья · c7 белая пешка · g7 чёрная пешка · h7 чёрная пешка · a6 чёрная пешка · f6 чёрный конь · d5 белая пешка · e5 чёрная пешка · b4 белая пешка · e4 белая пешка · f4 чёрный ферзь · c3 белый ферзь · h3 белая пешка · a2 белая пешка · g2 белая пешка · a1 белая ладья · e1 белая ладья · g1 белый король | f8 чёрная ладья · g8 чёрный король · b7 чёрная ладья · c7 белая пешка · g7 чёрная пешка · h7 чёрная пешка · a6 чёрная пешка · f6 чёрный конь · d5 белая пешка · e5 чёрная пешка · b4 белая пешка · e4 белая пешка · f4 чёрный ферзь · c3 белый ферзь · h3 белая пешка · a2 белая пешка · g2 белая пешка · a1 белая ладья · e1 белая ладья · g1 белый король | f8 чёрная ладья · g8 чёрный король · b7 чёрная ладья · c7 белая пешка · g7 чёрная пешка · h7 чёрная пешка · a6 чёрная пешка · f6 чёрный конь · d5 белая пешка · e5 чёрная пешка · b4 белая пешка · e4 белая пешка · f4 чёрный ферзь · c3 белый ферзь · h3 белая пешка · a2 белая пешка · g2 белая пешка · a1 белая ладья · e1 белая ладья · g1 белый король | 8 |
| 7 | f8 чёрная ладья · g8 чёрный король · b7 чёрная ладья · c7 белая пешка · g7 чёрная пешка · h7 чёрная пешка · a6 чёрная пешка · f6 чёрный конь · d5 белая пешка · e5 чёрная пешка · b4 белая пешка · e4 белая пешка · f4 чёрный ферзь · c3 белый ферзь · h3 белая пешка · a2 белая пешка · g2 белая пешка · a1 белая ладья · e1 белая ладья · g1 белый король | f8 чёрная ладья · g8 чёрный король · b7 чёрная ладья · c7 белая пешка · g7 чёрная пешка · h7 чёрная пешка · a6 чёрная пешка · f6 чёрный конь · d5 белая пешка · e5 чёрная пешка · b4 белая пешка · e4 белая пешка · f4 чёрный ферзь · c3 белый ферзь · h3 белая пешка · a2 белая пешка · g2 белая пешка · a1 белая ладья · e1 белая ладья · g1 белый король | f8 чёрная ладья · g8 чёрный король · b7 чёрная ладья · c7 белая пешка · g7 чёрная пешка · h7 чёрная пешка · a6 чёрная пешка · f6 чёрный конь · d5 белая пешка · e5 чёрная пешка · b4 белая пешка · e4 белая пешка · f4 чёрный ферзь · c3 белый ферзь · h3 белая пешка · a2 белая пешка · g2 белая пешка · a1 белая ладья · e1 белая ладья · g1 белый король | f8 чёрная ладья · g8 чёрный король · b7 чёрная ладья · c7 белая пешка · g7 чёрная пешка · h7 чёрная пешка · a6 чёрная пешка · f6 чёрный конь · d5 белая пешка · e5 чёрная пешка · b4 белая пешка · e4 белая пешка · f4 чёрный ферзь · c3 белый ферзь · h3 белая пешка · a2 белая пешка · g2 белая пешка · a1 белая ладья · e1 белая ладья · g1 белый король | f8 чёрная ладья · g8 чёрный король · b7 чёрная ладья · c7 белая пешка · g7 чёрная пешка · h7 чёрная пешка · a6 чёрная пешка · f6 чёрный конь · d5 белая пешка · e5 чёрная пешка · b4 белая пешка · e4 белая пешка · f4 чёрный ферзь · c3 белый ферзь · h3 белая пешка · a2 белая пешка · g2 белая пешка · a1 белая ладья · e1 белая ладья · g1 белый король | f8 чёрная ладья · g8 чёрный король · b7 чёрная ладья · c7 белая пешка · g7 чёрная пешка · h7 чёрная пешка · a6 чёрная пешка · f6 чёрный конь · d5 белая пешка · e5 чёрная пешка · b4 белая пешка · e4 белая пешка · f4 чёрный ферзь · c3 белый ферзь · h3 белая пешка · a2 белая пешка · g2 белая пешка · a1 белая ладья · e1 белая ладья · g1 белый король | f8 чёрная ладья · g8 чёрный король · b7 чёрная ладья · c7 белая пешка · g7 чёрная пешка · h7 чёрная пешка · a6 чёрная пешка · f6 чёрный конь · d5 белая пешка · e5 чёрная пешка · b4 белая пешка · e4 белая пешка · f4 чёрный ферзь · c3 белый ферзь · h3 белая пешка · a2 белая пешка · g2 белая пешка · a1 белая ладья · e1 белая ладья · g1 белый король | f8 чёрная ладья · g8 чёрный король · b7 чёрная ладья · c7 белая пешка · g7 чёрная пешка · h7 чёрная пешка · a6 чёрная пешка · f6 чёрный конь · d5 белая пешка · e5 чёрная пешка · b4 белая пешка · e4 белая пешка · f4 чёрный ферзь · c3 белый ферзь · h3 белая пешка · a2 белая пешка · g2 белая пешка · a1 белая ладья · e1 белая ладья · g1 белый король | 7 |
| 6 | f8 чёрная ладья · g8 чёрный король · b7 чёрная ладья · c7 белая пешка · g7 чёрная пешка · h7 чёрная пешка · a6 чёрная пешка · f6 чёрный конь · d5 белая пешка · e5 чёрная пешка · b4 белая пешка · e4 белая пешка · f4 чёрный ферзь · c3 белый ферзь · h3 белая пешка · a2 белая пешка · g2 белая пешка · a1 белая ладья · e1 белая ладья · g1 белый король | f8 чёрная ладья · g8 чёрный король · b7 чёрная ладья · c7 белая пешка · g7 чёрная пешка · h7 чёрная пешка · a6 чёрная пешка · f6 чёрный конь · d5 белая пешка · e5 чёрная пешка · b4 белая пешка · e4 белая пешка · f4 чёрный ферзь · c3 белый ферзь · h3 белая пешка · a2 белая пешка · g2 белая пешка · a1 белая ладья · e1 белая ладья · g1 белый король | f8 чёрная ладья · g8 чёрный король · b7 чёрная ладья · c7 белая пешка · g7 чёрная пешка · h7 чёрная пешка · a6 чёрная пешка · f6 чёрный конь · d5 белая пешка · e5 чёрная пешка · b4 белая пешка · e4 белая пешка · f4 чёрный ферзь · c3 белый ферзь · h3 белая пешка · a2 белая пешка · g2 белая пешка · a1 белая ладья · e1 белая ладья · g1 белый король | f8 чёрная ладья · g8 чёрный король · b7 чёрная ладья · c7 белая пешка · g7 чёрная пешка · h7 чёрная пешка · a6 чёрная пешка · f6 чёрный конь · d5 белая пешка · e5 чёрная пешка · b4 белая пешка · e4 белая пешка · f4 чёрный ферзь · c3 белый ферзь · h3 белая пешка · a2 белая пешка · g2 белая пешка · a1 белая ладья · e1 белая ладья · g1 белый король | f8 чёрная ладья · g8 чёрный король · b7 чёрная ладья · c7 белая пешка · g7 чёрная пешка · h7 чёрная пешка · a6 чёрная пешка · f6 чёрный конь · d5 белая пешка · e5 чёрная пешка · b4 белая пешка · e4 белая пешка · f4 чёрный ферзь · c3 белый ферзь · h3 белая пешка · a2 белая пешка · g2 белая пешка · a1 белая ладья · e1 белая ладья · g1 белый король | f8 чёрная ладья · g8 чёрный король · b7 чёрная ладья · c7 белая пешка · g7 чёрная пешка · h7 чёрная пешка · a6 чёрная пешка · f6 чёрный конь · d5 белая пешка · e5 чёрная пешка · b4 белая пешка · e4 белая пешка · f4 чёрный ферзь · c3 белый ферзь · h3 белая пешка · a2 белая пешка · g2 белая пешка · a1 белая ладья · e1 белая ладья · g1 белый король | f8 чёрная ладья · g8 чёрный король · b7 чёрная ладья · c7 белая пешка · g7 чёрная пешка · h7 чёрная пешка · a6 чёрная пешка · f6 чёрный конь · d5 белая пешка · e5 чёрная пешка · b4 белая пешка · e4 белая пешка · f4 чёрный ферзь · c3 белый ферзь · h3 белая пешка · a2 белая пешка · g2 белая пешка · a1 белая ладья · e1 белая ладья · g1 белый король | f8 чёрная ладья · g8 чёрный король · b7 чёрная ладья · c7 белая пешка · g7 чёрная пешка · h7 чёрная пешка · a6 чёрная пешка · f6 чёрный конь · d5 белая пешка · e5 чёрная пешка · b4 белая пешка · e4 белая пешка · f4 чёрный ферзь · c3 белый ферзь · h3 белая пешка · a2 белая пешка · g2 белая пешка · a1 белая ладья · e1 белая ладья · g1 белый король | 6 |
| 5 | f8 чёрная ладья · g8 чёрный король · b7 чёрная ладья · c7 белая пешка · g7 чёрная пешка · h7 чёрная пешка · a6 чёрная пешка · f6 чёрный конь · d5 белая пешка · e5 чёрная пешка · b4 белая пешка · e4 белая пешка · f4 чёрный ферзь · c3 белый ферзь · h3 белая пешка · a2 белая пешка · g2 белая пешка · a1 белая ладья · e1 белая ладья · g1 белый король | f8 чёрная ладья · g8 чёрный король · b7 чёрная ладья · c7 белая пешка · g7 чёрная пешка · h7 чёрная пешка · a6 чёрная пешка · f6 чёрный конь · d5 белая пешка · e5 чёрная пешка · b4 белая пешка · e4 белая пешка · f4 чёрный ферзь · c3 белый ферзь · h3 белая пешка · a2 белая пешка · g2 белая пешка · a1 белая ладья · e1 белая ладья · g1 белый король | f8 чёрная ладья · g8 чёрный король · b7 чёрная ладья · c7 белая пешка · g7 чёрная пешка · h7 чёрная пешка · a6 чёрная пешка · f6 чёрный конь · d5 белая пешка · e5 чёрная пешка · b4 белая пешка · e4 белая пешка · f4 чёрный ферзь · c3 белый ферзь · h3 белая пешка · a2 белая пешка · g2 белая пешка · a1 белая ладья · e1 белая ладья · g1 белый король | f8 чёрная ладья · g8 чёрный король · b7 чёрная ладья · c7 белая пешка · g7 чёрная пешка · h7 чёрная пешка · a6 чёрная пешка · f6 чёрный конь · d5 белая пешка · e5 чёрная пешка · b4 белая пешка · e4 белая пешка · f4 чёрный ферзь · c3 белый ферзь · h3 белая пешка · a2 белая пешка · g2 белая пешка · a1 белая ладья · e1 белая ладья · g1 белый король | f8 чёрная ладья · g8 чёрный король · b7 чёрная ладья · c7 белая пешка · g7 чёрная пешка · h7 чёрная пешка · a6 чёрная пешка · f6 чёрный конь · d5 белая пешка · e5 чёрная пешка · b4 белая пешка · e4 белая пешка · f4 чёрный ферзь · c3 белый ферзь · h3 белая пешка · a2 белая пешка · g2 белая пешка · a1 белая ладья · e1 белая ладья · g1 белый король | f8 чёрная ладья · g8 чёрный король · b7 чёрная ладья · c7 белая пешка · g7 чёрная пешка · h7 чёрная пешка · a6 чёрная пешка · f6 чёрный конь · d5 белая пешка · e5 чёрная пешка · b4 белая пешка · e4 белая пешка · f4 чёрный ферзь · c3 белый ферзь · h3 белая пешка · a2 белая пешка · g2 белая пешка · a1 белая ладья · e1 белая ладья · g1 белый король | f8 чёрная ладья · g8 чёрный король · b7 чёрная ладья · c7 белая пешка · g7 чёрная пешка · h7 чёрная пешка · a6 чёрная пешка · f6 чёрный конь · d5 белая пешка · e5 чёрная пешка · b4 белая пешка · e4 белая пешка · f4 чёрный ферзь · c3 белый ферзь · h3 белая пешка · a2 белая пешка · g2 белая пешка · a1 белая ладья · e1 белая ладья · g1 белый король | f8 чёрная ладья · g8 чёрный король · b7 чёрная ладья · c7 белая пешка · g7 чёрная пешка · h7 чёрная пешка · a6 чёрная пешка · f6 чёрный конь · d5 белая пешка · e5 чёрная пешка · b4 белая пешка · e4 белая пешка · f4 чёрный ферзь · c3 белый ферзь · h3 белая пешка · a2 белая пешка · g2 белая пешка · a1 белая ладья · e1 белая ладья · g1 белый король | 5 |
| 4 | f8 чёрная ладья · g8 чёрный король · b7 чёрная ладья · c7 белая пешка · g7 чёрная пешка · h7 чёрная пешка · a6 чёрная пешка · f6 чёрный конь · d5 белая пешка · e5 чёрная пешка · b4 белая пешка · e4 белая пешка · f4 чёрный ферзь · c3 белый ферзь · h3 белая пешка · a2 белая пешка · g2 белая пешка · a1 белая ладья · e1 белая ладья · g1 белый король | f8 чёрная ладья · g8 чёрный король · b7 чёрная ладья · c7 белая пешка · g7 чёрная пешка · h7 чёрная пешка · a6 чёрная пешка · f6 чёрный конь · d5 белая пешка · e5 чёрная пешка · b4 белая пешка · e4 белая пешка · f4 чёрный ферзь · c3 белый ферзь · h3 белая пешка · a2 белая пешка · g2 белая пешка · a1 белая ладья · e1 белая ладья · g1 белый король | f8 чёрная ладья · g8 чёрный король · b7 чёрная ладья · c7 белая пешка · g7 чёрная пешка · h7 чёрная пешка · a6 чёрная пешка · f6 чёрный конь · d5 белая пешка · e5 чёрная пешка · b4 белая пешка · e4 белая пешка · f4 чёрный ферзь · c3 белый ферзь · h3 белая пешка · a2 белая пешка · g2 белая пешка · a1 белая ладья · e1 белая ладья · g1 белый король | f8 чёрная ладья · g8 чёрный король · b7 чёрная ладья · c7 белая пешка · g7 чёрная пешка · h7 чёрная пешка · a6 чёрная пешка · f6 чёрный конь · d5 белая пешка · e5 чёрная пешка · b4 белая пешка · e4 белая пешка · f4 чёрный ферзь · c3 белый ферзь · h3 белая пешка · a2 белая пешка · g2 белая пешка · a1 белая ладья · e1 белая ладья · g1 белый король | f8 чёрная ладья · g8 чёрный король · b7 чёрная ладья · c7 белая пешка · g7 чёрная пешка · h7 чёрная пешка · a6 чёрная пешка · f6 чёрный конь · d5 белая пешка · e5 чёрная пешка · b4 белая пешка · e4 белая пешка · f4 чёрный ферзь · c3 белый ферзь · h3 белая пешка · a2 белая пешка · g2 белая пешка · a1 белая ладья · e1 белая ладья · g1 белый король | f8 чёрная ладья · g8 чёрный король · b7 чёрная ладья · c7 белая пешка · g7 чёрная пешка · h7 чёрная пешка · a6 чёрная пешка · f6 чёрный конь · d5 белая пешка · e5 чёрная пешка · b4 белая пешка · e4 белая пешка · f4 чёрный ферзь · c3 белый ферзь · h3 белая пешка · a2 белая пешка · g2 белая пешка · a1 белая ладья · e1 белая ладья · g1 белый король | f8 чёрная ладья · g8 чёрный король · b7 чёрная ладья · c7 белая пешка · g7 чёрная пешка · h7 чёрная пешка · a6 чёрная пешка · f6 чёрный конь · d5 белая пешка · e5 чёрная пешка · b4 белая пешка · e4 белая пешка · f4 чёрный ферзь · c3 белый ферзь · h3 белая пешка · a2 белая пешка · g2 белая пешка · a1 белая ладья · e1 белая ладья · g1 белый король | f8 чёрная ладья · g8 чёрный король · b7 чёрная ладья · c7 белая пешка · g7 чёрная пешка · h7 чёрная пешка · a6 чёрная пешка · f6 чёрный конь · d5 белая пешка · e5 чёрная пешка · b4 белая пешка · e4 белая пешка · f4 чёрный ферзь · c3 белый ферзь · h3 белая пешка · a2 белая пешка · g2 белая пешка · a1 белая ладья · e1 белая ладья · g1 белый король | 4 |
| 3 | f8 чёрная ладья · g8 чёрный король · b7 чёрная ладья · c7 белая пешка · g7 чёрная пешка · h7 чёрная пешка · a6 чёрная пешка · f6 чёрный конь · d5 белая пешка · e5 чёрная пешка · b4 белая пешка · e4 белая пешка · f4 чёрный ферзь · c3 белый ферзь · h3 белая пешка · a2 белая пешка · g2 белая пешка · a1 белая ладья · e1 белая ладья · g1 белый король | f8 чёрная ладья · g8 чёрный король · b7 чёрная ладья · c7 белая пешка · g7 чёрная пешка · h7 чёрная пешка · a6 чёрная пешка · f6 чёрный конь · d5 белая пешка · e5 чёрная пешка · b4 белая пешка · e4 белая пешка · f4 чёрный ферзь · c3 белый ферзь · h3 белая пешка · a2 белая пешка · g2 белая пешка · a1 белая ладья · e1 белая ладья · g1 белый король | f8 чёрная ладья · g8 чёрный король · b7 чёрная ладья · c7 белая пешка · g7 чёрная пешка · h7 чёрная пешка · a6 чёрная пешка · f6 чёрный конь · d5 белая пешка · e5 чёрная пешка · b4 белая пешка · e4 белая пешка · f4 чёрный ферзь · c3 белый ферзь · h3 белая пешка · a2 белая пешка · g2 белая пешка · a1 белая ладья · e1 белая ладья · g1 белый король | f8 чёрная ладья · g8 чёрный король · b7 чёрная ладья · c7 белая пешка · g7 чёрная пешка · h7 чёрная пешка · a6 чёрная пешка · f6 чёрный конь · d5 белая пешка · e5 чёрная пешка · b4 белая пешка · e4 белая пешка · f4 чёрный ферзь · c3 белый ферзь · h3 белая пешка · a2 белая пешка · g2 белая пешка · a1 белая ладья · e1 белая ладья · g1 белый король | f8 чёрная ладья · g8 чёрный король · b7 чёрная ладья · c7 белая пешка · g7 чёрная пешка · h7 чёрная пешка · a6 чёрная пешка · f6 чёрный конь · d5 белая пешка · e5 чёрная пешка · b4 белая пешка · e4 белая пешка · f4 чёрный ферзь · c3 белый ферзь · h3 белая пешка · a2 белая пешка · g2 белая пешка · a1 белая ладья · e1 белая ладья · g1 белый король | f8 чёрная ладья · g8 чёрный король · b7 чёрная ладья · c7 белая пешка · g7 чёрная пешка · h7 чёрная пешка · a6 чёрная пешка · f6 чёрный конь · d5 белая пешка · e5 чёрная пешка · b4 белая пешка · e4 белая пешка · f4 чёрный ферзь · c3 белый ферзь · h3 белая пешка · a2 белая пешка · g2 белая пешка · a1 белая ладья · e1 белая ладья · g1 белый король | f8 чёрная ладья · g8 чёрный король · b7 чёрная ладья · c7 белая пешка · g7 чёрная пешка · h7 чёрная пешка · a6 чёрная пешка · f6 чёрный конь · d5 белая пешка · e5 чёрная пешка · b4 белая пешка · e4 белая пешка · f4 чёрный ферзь · c3 белый ферзь · h3 белая пешка · a2 белая пешка · g2 белая пешка · a1 белая ладья · e1 белая ладья · g1 белый король | f8 чёрная ладья · g8 чёрный король · b7 чёрная ладья · c7 белая пешка · g7 чёрная пешка · h7 чёрная пешка · a6 чёрная пешка · f6 чёрный конь · d5 белая пешка · e5 чёрная пешка · b4 белая пешка · e4 белая пешка · f4 чёрный ферзь · c3 белый ферзь · h3 белая пешка · a2 белая пешка · g2 белая пешка · a1 белая ладья · e1 белая ладья · g1 белый король | 3 |
| 2 | f8 чёрная ладья · g8 чёрный король · b7 чёрная ладья · c7 белая пешка · g7 чёрная пешка · h7 чёрная пешка · a6 чёрная пешка · f6 чёрный конь · d5 белая пешка · e5 чёрная пешка · b4 белая пешка · e4 белая пешка · f4 чёрный ферзь · c3 белый ферзь · h3 белая пешка · a2 белая пешка · g2 белая пешка · a1 белая ладья · e1 белая ладья · g1 белый король | f8 чёрная ладья · g8 чёрный король · b7 чёрная ладья · c7 белая пешка · g7 чёрная пешка · h7 чёрная пешка · a6 чёрная пешка · f6 чёрный конь · d5 белая пешка · e5 чёрная пешка · b4 белая пешка · e4 белая пешка · f4 чёрный ферзь · c3 белый ферзь · h3 белая пешка · a2 белая пешка · g2 белая пешка · a1 белая ладья · e1 белая ладья · g1 белый король | f8 чёрная ладья · g8 чёрный король · b7 чёрная ладья · c7 белая пешка · g7 чёрная пешка · h7 чёрная пешка · a6 чёрная пешка · f6 чёрный конь · d5 белая пешка · e5 чёрная пешка · b4 белая пешка · e4 белая пешка · f4 чёрный ферзь · c3 белый ферзь · h3 белая пешка · a2 белая пешка · g2 белая пешка · a1 белая ладья · e1 белая ладья · g1 белый король | f8 чёрная ладья · g8 чёрный король · b7 чёрная ладья · c7 белая пешка · g7 чёрная пешка · h7 чёрная пешка · a6 чёрная пешка · f6 чёрный конь · d5 белая пешка · e5 чёрная пешка · b4 белая пешка · e4 белая пешка · f4 чёрный ферзь · c3 белый ферзь · h3 белая пешка · a2 белая пешка · g2 белая пешка · a1 белая ладья · e1 белая ладья · g1 белый король | f8 чёрная ладья · g8 чёрный король · b7 чёрная ладья · c7 белая пешка · g7 чёрная пешка · h7 чёрная пешка · a6 чёрная пешка · f6 чёрный конь · d5 белая пешка · e5 чёрная пешка · b4 белая пешка · e4 белая пешка · f4 чёрный ферзь · c3 белый ферзь · h3 белая пешка · a2 белая пешка · g2 белая пешка · a1 белая ладья · e1 белая ладья · g1 белый король | f8 чёрная ладья · g8 чёрный король · b7 чёрная ладья · c7 белая пешка · g7 чёрная пешка · h7 чёрная пешка · a6 чёрная пешка · f6 чёрный конь · d5 белая пешка · e5 чёрная пешка · b4 белая пешка · e4 белая пешка · f4 чёрный ферзь · c3 белый ферзь · h3 белая пешка · a2 белая пешка · g2 белая пешка · a1 белая ладья · e1 белая ладья · g1 белый король | f8 чёрная ладья · g8 чёрный король · b7 чёрная ладья · c7 белая пешка · g7 чёрная пешка · h7 чёрная пешка · a6 чёрная пешка · f6 чёрный конь · d5 белая пешка · e5 чёрная пешка · b4 белая пешка · e4 белая пешка · f4 чёрный ферзь · c3 белый ферзь · h3 белая пешка · a2 белая пешка · g2 белая пешка · a1 белая ладья · e1 белая ладья · g1 белый король | f8 чёрная ладья · g8 чёрный король · b7 чёрная ладья · c7 белая пешка · g7 чёрная пешка · h7 чёрная пешка · a6 чёрная пешка · f6 чёрный конь · d5 белая пешка · e5 чёрная пешка · b4 белая пешка · e4 белая пешка · f4 чёрный ферзь · c3 белый ферзь · h3 белая пешка · a2 белая пешка · g2 белая пешка · a1 белая ладья · e1 белая ладья · g1 белый король | 2 |
| 1 | f8 чёрная ладья · g8 чёрный король · b7 чёрная ладья · c7 белая пешка · g7 чёрная пешка · h7 чёрная пешка · a6 чёрная пешка · f6 чёрный конь · d5 белая пешка · e5 чёрная пешка · b4 белая пешка · e4 белая пешка · f4 чёрный ферзь · c3 белый ферзь · h3 белая пешка · a2 белая пешка · g2 белая пешка · a1 белая ладья · e1 белая ладья · g1 белый король | f8 чёрная ладья · g8 чёрный король · b7 чёрная ладья · c7 белая пешка · g7 чёрная пешка · h7 чёрная пешка · a6 чёрная пешка · f6 чёрный конь · d5 белая пешка · e5 чёрная пешка · b4 белая пешка · e4 белая пешка · f4 чёрный ферзь · c3 белый ферзь · h3 белая пешка · a2 белая пешка · g2 белая пешка · a1 белая ладья · e1 белая ладья · g1 белый король | f8 чёрная ладья · g8 чёрный король · b7 чёрная ладья · c7 белая пешка · g7 чёрная пешка · h7 чёрная пешка · a6 чёрная пешка · f6 чёрный конь · d5 белая пешка · e5 чёрная пешка · b4 белая пешка · e4 белая пешка · f4 чёрный ферзь · c3 белый ферзь · h3 белая пешка · a2 белая пешка · g2 белая пешка · a1 белая ладья · e1 белая ладья · g1 белый король | f8 чёрная ладья · g8 чёрный король · b7 чёрная ладья · c7 белая пешка · g7 чёрная пешка · h7 чёрная пешка · a6 чёрная пешка · f6 чёрный конь · d5 белая пешка · e5 чёрная пешка · b4 белая пешка · e4 белая пешка · f4 чёрный ферзь · c3 белый ферзь · h3 белая пешка · a2 белая пешка · g2 белая пешка · a1 белая ладья · e1 белая ладья · g1 белый король | f8 чёрная ладья · g8 чёрный король · b7 чёрная ладья · c7 белая пешка · g7 чёрная пешка · h7 чёрная пешка · a6 чёрная пешка · f6 чёрный конь · d5 белая пешка · e5 чёрная пешка · b4 белая пешка · e4 белая пешка · f4 чёрный ферзь · c3 белый ферзь · h3 белая пешка · a2 белая пешка · g2 белая пешка · a1 белая ладья · e1 белая ладья · g1 белый король | f8 чёрная ладья · g8 чёрный король · b7 чёрная ладья · c7 белая пешка · g7 чёрная пешка · h7 чёрная пешка · a6 чёрная пешка · f6 чёрный конь · d5 белая пешка · e5 чёрная пешка · b4 белая пешка · e4 белая пешка · f4 чёрный ферзь · c3 белый ферзь · h3 белая пешка · a2 белая пешка · g2 белая пешка · a1 белая ладья · e1 белая ладья · g1 белый король | f8 чёрная ладья · g8 чёрный король · b7 чёрная ладья · c7 белая пешка · g7 чёрная пешка · h7 чёрная пешка · a6 чёрная пешка · f6 чёрный конь · d5 белая пешка · e5 чёрная пешка · b4 белая пешка · e4 белая пешка · f4 чёрный ферзь · c3 белый ферзь · h3 белая пешка · a2 белая пешка · g2 белая пешка · a1 белая ладья · e1 белая ладья · g1 белый король | f8 чёрная ладья · g8 чёрный король · b7 чёрная ладья · c7 белая пешка · g7 чёрная пешка · h7 чёрная пешка · a6 чёрная пешка · f6 чёрный конь · d5 белая пешка · e5 чёрная пешка · b4 белая пешка · e4 белая пешка · f4 чёрный ферзь · c3 белый ферзь · h3 белая пешка · a2 белая пешка · g2 белая пешка · a1 белая ладья · e1 белая ладья · g1 белый король | 1 |
|   | a | b | c | d | e | f | g | h |   |

На диаграмме позиция из партии Унцикер — Авербах, Межзональный турнир по шахматам 1952, Стокгольм. Чёрные скоро будут должны отдать одну из ладей за пешку «c», чтобы избежать её превращения в ферзя. Однако чёрные могут использовать слабость пешечной структуры королевского флага белых:
1… Лxc7!
2. Фxc7 Кg4!
С угрозой 3…Фh2 #.
3. hxg4 Фf2+
Спасение путём вечного шаха, который объявляет чёрный ферзь с полей f2 и h4.

### Гампе — Мейтнер
|   | a | b | c | d | e | f | g | h |   |
| - | --- | --- | --- | --- | --- | --- | --- | --- | - |
| 8 | a8 чёрная ладья · c8 чёрный слон · d8 чёрный король · h8 чёрная ладья · c7 чёрная пешка · f7 чёрная пешка · g7 чёрная пешка · h7 чёрная пешка · b6 чёрная пешка · c6 белый король · a5 чёрная пешка · d5 чёрная пешка · e5 чёрная пешка · a3 белая пешка · b2 белая пешка · c2 белая пешка · d2 белая пешка · g2 белая пешка · h2 белая пешка · a1 белая ладья · c1 белый слон · d1 белый ферзь · g1 белый конь · h1 белая ладья | a8 чёрная ладья · c8 чёрный слон · d8 чёрный король · h8 чёрная ладья · c7 чёрная пешка · f7 чёрная пешка · g7 чёрная пешка · h7 чёрная пешка · b6 чёрная пешка · c6 белый король · a5 чёрная пешка · d5 чёрная пешка · e5 чёрная пешка · a3 белая пешка · b2 белая пешка · c2 белая пешка · d2 белая пешка · g2 белая пешка · h2 белая пешка · a1 белая ладья · c1 белый слон · d1 белый ферзь · g1 белый конь · h1 белая ладья | a8 чёрная ладья · c8 чёрный слон · d8 чёрный король · h8 чёрная ладья · c7 чёрная пешка · f7 чёрная пешка · g7 чёрная пешка · h7 чёрная пешка · b6 чёрная пешка · c6 белый король · a5 чёрная пешка · d5 чёрная пешка · e5 чёрная пешка · a3 белая пешка · b2 белая пешка · c2 белая пешка · d2 белая пешка · g2 белая пешка · h2 белая пешка · a1 белая ладья · c1 белый слон · d1 белый ферзь · g1 белый конь · h1 белая ладья | a8 чёрная ладья · c8 чёрный слон · d8 чёрный король · h8 чёрная ладья · c7 чёрная пешка · f7 чёрная пешка · g7 чёрная пешка · h7 чёрная пешка · b6 чёрная пешка · c6 белый король · a5 чёрная пешка · d5 чёрная пешка · e5 чёрная пешка · a3 белая пешка · b2 белая пешка · c2 белая пешка · d2 белая пешка · g2 белая пешка · h2 белая пешка · a1 белая ладья · c1 белый слон · d1 белый ферзь · g1 белый конь · h1 белая ладья | a8 чёрная ладья · c8 чёрный слон · d8 чёрный король · h8 чёрная ладья · c7 чёрная пешка · f7 чёрная пешка · g7 чёрная пешка · h7 чёрная пешка · b6 чёрная пешка · c6 белый король · a5 чёрная пешка · d5 чёрная пешка · e5 чёрная пешка · a3 белая пешка · b2 белая пешка · c2 белая пешка · d2 белая пешка · g2 белая пешка · h2 белая пешка · a1 белая ладья · c1 белый слон · d1 белый ферзь · g1 белый конь · h1 белая ладья | a8 чёрная ладья · c8 чёрный слон · d8 чёрный король · h8 чёрная ладья · c7 чёрная пешка · f7 чёрная пешка · g7 чёрная пешка · h7 чёрная пешка · b6 чёрная пешка · c6 белый король · a5 чёрная пешка · d5 чёрная пешка · e5 чёрная пешка · a3 белая пешка · b2 белая пешка · c2 белая пешка · d2 белая пешка · g2 белая пешка · h2 белая пешка · a1 белая ладья · c1 белый слон · d1 белый ферзь · g1 белый конь · h1 белая ладья | a8 чёрная ладья · c8 чёрный слон · d8 чёрный король · h8 чёрная ладья · c7 чёрная пешка · f7 чёрная пешка · g7 чёрная пешка · h7 чёрная пешка · b6 чёрная пешка · c6 белый король · a5 чёрная пешка · d5 чёрная пешка · e5 чёрная пешка · a3 белая пешка · b2 белая пешка · c2 белая пешка · d2 белая пешка · g2 белая пешка · h2 белая пешка · a1 белая ладья · c1 белый слон · d1 белый ферзь · g1 белый конь · h1 белая ладья | a8 чёрная ладья · c8 чёрный слон · d8 чёрный король · h8 чёрная ладья · c7 чёрная пешка · f7 чёрная пешка · g7 чёрная пешка · h7 чёрная пешка · b6 чёрная пешка · c6 белый король · a5 чёрная пешка · d5 чёрная пешка · e5 чёрная пешка · a3 белая пешка · b2 белая пешка · c2 белая пешка · d2 белая пешка · g2 белая пешка · h2 белая пешка · a1 белая ладья · c1 белый слон · d1 белый ферзь · g1 белый конь · h1 белая ладья | 8 |
| 7 | a8 чёрная ладья · c8 чёрный слон · d8 чёрный король · h8 чёрная ладья · c7 чёрная пешка · f7 чёрная пешка · g7 чёрная пешка · h7 чёрная пешка · b6 чёрная пешка · c6 белый король · a5 чёрная пешка · d5 чёрная пешка · e5 чёрная пешка · a3 белая пешка · b2 белая пешка · c2 белая пешка · d2 белая пешка · g2 белая пешка · h2 белая пешка · a1 белая ладья · c1 белый слон · d1 белый ферзь · g1 белый конь · h1 белая ладья | a8 чёрная ладья · c8 чёрный слон · d8 чёрный король · h8 чёрная ладья · c7 чёрная пешка · f7 чёрная пешка · g7 чёрная пешка · h7 чёрная пешка · b6 чёрная пешка · c6 белый король · a5 чёрная пешка · d5 чёрная пешка · e5 чёрная пешка · a3 белая пешка · b2 белая пешка · c2 белая пешка · d2 белая пешка · g2 белая пешка · h2 белая пешка · a1 белая ладья · c1 белый слон · d1 белый ферзь · g1 белый конь · h1 белая ладья | a8 чёрная ладья · c8 чёрный слон · d8 чёрный король · h8 чёрная ладья · c7 чёрная пешка · f7 чёрная пешка · g7 чёрная пешка · h7 чёрная пешка · b6 чёрная пешка · c6 белый король · a5 чёрная пешка · d5 чёрная пешка · e5 чёрная пешка · a3 белая пешка · b2 белая пешка · c2 белая пешка · d2 белая пешка · g2 белая пешка · h2 белая пешка · a1 белая ладья · c1 белый слон · d1 белый ферзь · g1 белый конь · h1 белая ладья | a8 чёрная ладья · c8 чёрный слон · d8 чёрный король · h8 чёрная ладья · c7 чёрная пешка · f7 чёрная пешка · g7 чёрная пешка · h7 чёрная пешка · b6 чёрная пешка · c6 белый король · a5 чёрная пешка · d5 чёрная пешка · e5 чёрная пешка · a3 белая пешка · b2 белая пешка · c2 белая пешка · d2 белая пешка · g2 белая пешка · h2 белая пешка · a1 белая ладья · c1 белый слон · d1 белый ферзь · g1 белый конь · h1 белая ладья | a8 чёрная ладья · c8 чёрный слон · d8 чёрный король · h8 чёрная ладья · c7 чёрная пешка · f7 чёрная пешка · g7 чёрная пешка · h7 чёрная пешка · b6 чёрная пешка · c6 белый король · a5 чёрная пешка · d5 чёрная пешка · e5 чёрная пешка · a3 белая пешка · b2 белая пешка · c2 белая пешка · d2 белая пешка · g2 белая пешка · h2 белая пешка · a1 белая ладья · c1 белый слон · d1 белый ферзь · g1 белый конь · h1 белая ладья | a8 чёрная ладья · c8 чёрный слон · d8 чёрный король · h8 чёрная ладья · c7 чёрная пешка · f7 чёрная пешка · g7 чёрная пешка · h7 чёрная пешка · b6 чёрная пешка · c6 белый король · a5 чёрная пешка · d5 чёрная пешка · e5 чёрная пешка · a3 белая пешка · b2 белая пешка · c2 белая пешка · d2 белая пешка · g2 белая пешка · h2 белая пешка · a1 белая ладья · c1 белый слон · d1 белый ферзь · g1 белый конь · h1 белая ладья | a8 чёрная ладья · c8 чёрный слон · d8 чёрный король · h8 чёрная ладья · c7 чёрная пешка · f7 чёрная пешка · g7 чёрная пешка · h7 чёрная пешка · b6 чёрная пешка · c6 белый король · a5 чёрная пешка · d5 чёрная пешка · e5 чёрная пешка · a3 белая пешка · b2 белая пешка · c2 белая пешка · d2 белая пешка · g2 белая пешка · h2 белая пешка · a1 белая ладья · c1 белый слон · d1 белый ферзь · g1 белый конь · h1 белая ладья | a8 чёрная ладья · c8 чёрный слон · d8 чёрный король · h8 чёрная ладья · c7 чёрная пешка · f7 чёрная пешка · g7 чёрная пешка · h7 чёрная пешка · b6 чёрная пешка · c6 белый король · a5 чёрная пешка · d5 чёрная пешка · e5 чёрная пешка · a3 белая пешка · b2 белая пешка · c2 белая пешка · d2 белая пешка · g2 белая пешка · h2 белая пешка · a1 белая ладья · c1 белый слон · d1 белый ферзь · g1 белый конь · h1 белая ладья | 7 |
| 6 | a8 чёрная ладья · c8 чёрный слон · d8 чёрный король · h8 чёрная ладья · c7 чёрная пешка · f7 чёрная пешка · g7 чёрная пешка · h7 чёрная пешка · b6 чёрная пешка · c6 белый король · a5 чёрная пешка · d5 чёрная пешка · e5 чёрная пешка · a3 белая пешка · b2 белая пешка · c2 белая пешка · d2 белая пешка · g2 белая пешка · h2 белая пешка · a1 белая ладья · c1 белый слон · d1 белый ферзь · g1 белый конь · h1 белая ладья | a8 чёрная ладья · c8 чёрный слон · d8 чёрный король · h8 чёрная ладья · c7 чёрная пешка · f7 чёрная пешка · g7 чёрная пешка · h7 чёрная пешка · b6 чёрная пешка · c6 белый король · a5 чёрная пешка · d5 чёрная пешка · e5 чёрная пешка · a3 белая пешка · b2 белая пешка · c2 белая пешка · d2 белая пешка · g2 белая пешка · h2 белая пешка · a1 белая ладья · c1 белый слон · d1 белый ферзь · g1 белый конь · h1 белая ладья | a8 чёрная ладья · c8 чёрный слон · d8 чёрный король · h8 чёрная ладья · c7 чёрная пешка · f7 чёрная пешка · g7 чёрная пешка · h7 чёрная пешка · b6 чёрная пешка · c6 белый король · a5 чёрная пешка · d5 чёрная пешка · e5 чёрная пешка · a3 белая пешка · b2 белая пешка · c2 белая пешка · d2 белая пешка · g2 белая пешка · h2 белая пешка · a1 белая ладья · c1 белый слон · d1 белый ферзь · g1 белый конь · h1 белая ладья | a8 чёрная ладья · c8 чёрный слон · d8 чёрный король · h8 чёрная ладья · c7 чёрная пешка · f7 чёрная пешка · g7 чёрная пешка · h7 чёрная пешка · b6 чёрная пешка · c6 белый король · a5 чёрная пешка · d5 чёрная пешка · e5 чёрная пешка · a3 белая пешка · b2 белая пешка · c2 белая пешка · d2 белая пешка · g2 белая пешка · h2 белая пешка · a1 белая ладья · c1 белый слон · d1 белый ферзь · g1 белый конь · h1 белая ладья | a8 чёрная ладья · c8 чёрный слон · d8 чёрный король · h8 чёрная ладья · c7 чёрная пешка · f7 чёрная пешка · g7 чёрная пешка · h7 чёрная пешка · b6 чёрная пешка · c6 белый король · a5 чёрная пешка · d5 чёрная пешка · e5 чёрная пешка · a3 белая пешка · b2 белая пешка · c2 белая пешка · d2 белая пешка · g2 белая пешка · h2 белая пешка · a1 белая ладья · c1 белый слон · d1 белый ферзь · g1 белый конь · h1 белая ладья | a8 чёрная ладья · c8 чёрный слон · d8 чёрный король · h8 чёрная ладья · c7 чёрная пешка · f7 чёрная пешка · g7 чёрная пешка · h7 чёрная пешка · b6 чёрная пешка · c6 белый король · a5 чёрная пешка · d5 чёрная пешка · e5 чёрная пешка · a3 белая пешка · b2 белая пешка · c2 белая пешка · d2 белая пешка · g2 белая пешка · h2 белая пешка · a1 белая ладья · c1 белый слон · d1 белый ферзь · g1 белый конь · h1 белая ладья | a8 чёрная ладья · c8 чёрный слон · d8 чёрный король · h8 чёрная ладья · c7 чёрная пешка · f7 чёрная пешка · g7 чёрная пешка · h7 чёрная пешка · b6 чёрная пешка · c6 белый король · a5 чёрная пешка · d5 чёрная пешка · e5 чёрная пешка · a3 белая пешка · b2 белая пешка · c2 белая пешка · d2 белая пешка · g2 белая пешка · h2 белая пешка · a1 белая ладья · c1 белый слон · d1 белый ферзь · g1 белый конь · h1 белая ладья | a8 чёрная ладья · c8 чёрный слон · d8 чёрный король · h8 чёрная ладья · c7 чёрная пешка · f7 чёрная пешка · g7 чёрная пешка · h7 чёрная пешка · b6 чёрная пешка · c6 белый король · a5 чёрная пешка · d5 чёрная пешка · e5 чёрная пешка · a3 белая пешка · b2 белая пешка · c2 белая пешка · d2 белая пешка · g2 белая пешка · h2 белая пешка · a1 белая ладья · c1 белый слон · d1 белый ферзь · g1 белый конь · h1 белая ладья | 6 |
| 5 | a8 чёрная ладья · c8 чёрный слон · d8 чёрный король · h8 чёрная ладья · c7 чёрная пешка · f7 чёрная пешка · g7 чёрная пешка · h7 чёрная пешка · b6 чёрная пешка · c6 белый король · a5 чёрная пешка · d5 чёрная пешка · e5 чёрная пешка · a3 белая пешка · b2 белая пешка · c2 белая пешка · d2 белая пешка · g2 белая пешка · h2 белая пешка · a1 белая ладья · c1 белый слон · d1 белый ферзь · g1 белый конь · h1 белая ладья | a8 чёрная ладья · c8 чёрный слон · d8 чёрный король · h8 чёрная ладья · c7 чёрная пешка · f7 чёрная пешка · g7 чёрная пешка · h7 чёрная пешка · b6 чёрная пешка · c6 белый король · a5 чёрная пешка · d5 чёрная пешка · e5 чёрная пешка · a3 белая пешка · b2 белая пешка · c2 белая пешка · d2 белая пешка · g2 белая пешка · h2 белая пешка · a1 белая ладья · c1 белый слон · d1 белый ферзь · g1 белый конь · h1 белая ладья | a8 чёрная ладья · c8 чёрный слон · d8 чёрный король · h8 чёрная ладья · c7 чёрная пешка · f7 чёрная пешка · g7 чёрная пешка · h7 чёрная пешка · b6 чёрная пешка · c6 белый король · a5 чёрная пешка · d5 чёрная пешка · e5 чёрная пешка · a3 белая пешка · b2 белая пешка · c2 белая пешка · d2 белая пешка · g2 белая пешка · h2 белая пешка · a1 белая ладья · c1 белый слон · d1 белый ферзь · g1 белый конь · h1 белая ладья | a8 чёрная ладья · c8 чёрный слон · d8 чёрный король · h8 чёрная ладья · c7 чёрная пешка · f7 чёрная пешка · g7 чёрная пешка · h7 чёрная пешка · b6 чёрная пешка · c6 белый король · a5 чёрная пешка · d5 чёрная пешка · e5 чёрная пешка · a3 белая пешка · b2 белая пешка · c2 белая пешка · d2 белая пешка · g2 белая пешка · h2 белая пешка · a1 белая ладья · c1 белый слон · d1 белый ферзь · g1 белый конь · h1 белая ладья | a8 чёрная ладья · c8 чёрный слон · d8 чёрный король · h8 чёрная ладья · c7 чёрная пешка · f7 чёрная пешка · g7 чёрная пешка · h7 чёрная пешка · b6 чёрная пешка · c6 белый король · a5 чёрная пешка · d5 чёрная пешка · e5 чёрная пешка · a3 белая пешка · b2 белая пешка · c2 белая пешка · d2 белая пешка · g2 белая пешка · h2 белая пешка · a1 белая ладья · c1 белый слон · d1 белый ферзь · g1 белый конь · h1 белая ладья | a8 чёрная ладья · c8 чёрный слон · d8 чёрный король · h8 чёрная ладья · c7 чёрная пешка · f7 чёрная пешка · g7 чёрная пешка · h7 чёрная пешка · b6 чёрная пешка · c6 белый король · a5 чёрная пешка · d5 чёрная пешка · e5 чёрная пешка · a3 белая пешка · b2 белая пешка · c2 белая пешка · d2 белая пешка · g2 белая пешка · h2 белая пешка · a1 белая ладья · c1 белый слон · d1 белый ферзь · g1 белый конь · h1 белая ладья | a8 чёрная ладья · c8 чёрный слон · d8 чёрный король · h8 чёрная ладья · c7 чёрная пешка · f7 чёрная пешка · g7 чёрная пешка · h7 чёрная пешка · b6 чёрная пешка · c6 белый король · a5 чёрная пешка · d5 чёрная пешка · e5 чёрная пешка · a3 белая пешка · b2 белая пешка · c2 белая пешка · d2 белая пешка · g2 белая пешка · h2 белая пешка · a1 белая ладья · c1 белый слон · d1 белый ферзь · g1 белый конь · h1 белая ладья | a8 чёрная ладья · c8 чёрный слон · d8 чёрный король · h8 чёрная ладья · c7 чёрная пешка · f7 чёрная пешка · g7 чёрная пешка · h7 чёрная пешка · b6 чёрная пешка · c6 белый король · a5 чёрная пешка · d5 чёрная пешка · e5 чёрная пешка · a3 белая пешка · b2 белая пешка · c2 белая пешка · d2 белая пешка · g2 белая пешка · h2 белая пешка · a1 белая ладья · c1 белый слон · d1 белый ферзь · g1 белый конь · h1 белая ладья | 5 |
| 4 | a8 чёрная ладья · c8 чёрный слон · d8 чёрный король · h8 чёрная ладья · c7 чёрная пешка · f7 чёрная пешка · g7 чёрная пешка · h7 чёрная пешка · b6 чёрная пешка · c6 белый король · a5 чёрная пешка · d5 чёрная пешка · e5 чёрная пешка · a3 белая пешка · b2 белая пешка · c2 белая пешка · d2 белая пешка · g2 белая пешка · h2 белая пешка · a1 белая ладья · c1 белый слон · d1 белый ферзь · g1 белый конь · h1 белая ладья | a8 чёрная ладья · c8 чёрный слон · d8 чёрный король · h8 чёрная ладья · c7 чёрная пешка · f7 чёрная пешка · g7 чёрная пешка · h7 чёрная пешка · b6 чёрная пешка · c6 белый король · a5 чёрная пешка · d5 чёрная пешка · e5 чёрная пешка · a3 белая пешка · b2 белая пешка · c2 белая пешка · d2 белая пешка · g2 белая пешка · h2 белая пешка · a1 белая ладья · c1 белый слон · d1 белый ферзь · g1 белый конь · h1 белая ладья | a8 чёрная ладья · c8 чёрный слон · d8 чёрный король · h8 чёрная ладья · c7 чёрная пешка · f7 чёрная пешка · g7 чёрная пешка · h7 чёрная пешка · b6 чёрная пешка · c6 белый король · a5 чёрная пешка · d5 чёрная пешка · e5 чёрная пешка · a3 белая пешка · b2 белая пешка · c2 белая пешка · d2 белая пешка · g2 белая пешка · h2 белая пешка · a1 белая ладья · c1 белый слон · d1 белый ферзь · g1 белый конь · h1 белая ладья | a8 чёрная ладья · c8 чёрный слон · d8 чёрный король · h8 чёрная ладья · c7 чёрная пешка · f7 чёрная пешка · g7 чёрная пешка · h7 чёрная пешка · b6 чёрная пешка · c6 белый король · a5 чёрная пешка · d5 чёрная пешка · e5 чёрная пешка · a3 белая пешка · b2 белая пешка · c2 белая пешка · d2 белая пешка · g2 белая пешка · h2 белая пешка · a1 белая ладья · c1 белый слон · d1 белый ферзь · g1 белый конь · h1 белая ладья | a8 чёрная ладья · c8 чёрный слон · d8 чёрный король · h8 чёрная ладья · c7 чёрная пешка · f7 чёрная пешка · g7 чёрная пешка · h7 чёрная пешка · b6 чёрная пешка · c6 белый король · a5 чёрная пешка · d5 чёрная пешка · e5 чёрная пешка · a3 белая пешка · b2 белая пешка · c2 белая пешка · d2 белая пешка · g2 белая пешка · h2 белая пешка · a1 белая ладья · c1 белый слон · d1 белый ферзь · g1 белый конь · h1 белая ладья | a8 чёрная ладья · c8 чёрный слон · d8 чёрный король · h8 чёрная ладья · c7 чёрная пешка · f7 чёрная пешка · g7 чёрная пешка · h7 чёрная пешка · b6 чёрная пешка · c6 белый король · a5 чёрная пешка · d5 чёрная пешка · e5 чёрная пешка · a3 белая пешка · b2 белая пешка · c2 белая пешка · d2 белая пешка · g2 белая пешка · h2 белая пешка · a1 белая ладья · c1 белый слон · d1 белый ферзь · g1 белый конь · h1 белая ладья | a8 чёрная ладья · c8 чёрный слон · d8 чёрный король · h8 чёрная ладья · c7 чёрная пешка · f7 чёрная пешка · g7 чёрная пешка · h7 чёрная пешка · b6 чёрная пешка · c6 белый король · a5 чёрная пешка · d5 чёрная пешка · e5 чёрная пешка · a3 белая пешка · b2 белая пешка · c2 белая пешка · d2 белая пешка · g2 белая пешка · h2 белая пешка · a1 белая ладья · c1 белый слон · d1 белый ферзь · g1 белый конь · h1 белая ладья | a8 чёрная ладья · c8 чёрный слон · d8 чёрный король · h8 чёрная ладья · c7 чёрная пешка · f7 чёрная пешка · g7 чёрная пешка · h7 чёрная пешка · b6 чёрная пешка · c6 белый король · a5 чёрная пешка · d5 чёрная пешка · e5 чёрная пешка · a3 белая пешка · b2 белая пешка · c2 белая пешка · d2 белая пешка · g2 белая пешка · h2 белая пешка · a1 белая ладья · c1 белый слон · d1 белый ферзь · g1 белый конь · h1 белая ладья | 4 |
| 3 | a8 чёрная ладья · c8 чёрный слон · d8 чёрный король · h8 чёрная ладья · c7 чёрная пешка · f7 чёрная пешка · g7 чёрная пешка · h7 чёрная пешка · b6 чёрная пешка · c6 белый король · a5 чёрная пешка · d5 чёрная пешка · e5 чёрная пешка · a3 белая пешка · b2 белая пешка · c2 белая пешка · d2 белая пешка · g2 белая пешка · h2 белая пешка · a1 белая ладья · c1 белый слон · d1 белый ферзь · g1 белый конь · h1 белая ладья | a8 чёрная ладья · c8 чёрный слон · d8 чёрный король · h8 чёрная ладья · c7 чёрная пешка · f7 чёрная пешка · g7 чёрная пешка · h7 чёрная пешка · b6 чёрная пешка · c6 белый король · a5 чёрная пешка · d5 чёрная пешка · e5 чёрная пешка · a3 белая пешка · b2 белая пешка · c2 белая пешка · d2 белая пешка · g2 белая пешка · h2 белая пешка · a1 белая ладья · c1 белый слон · d1 белый ферзь · g1 белый конь · h1 белая ладья | a8 чёрная ладья · c8 чёрный слон · d8 чёрный король · h8 чёрная ладья · c7 чёрная пешка · f7 чёрная пешка · g7 чёрная пешка · h7 чёрная пешка · b6 чёрная пешка · c6 белый король · a5 чёрная пешка · d5 чёрная пешка · e5 чёрная пешка · a3 белая пешка · b2 белая пешка · c2 белая пешка · d2 белая пешка · g2 белая пешка · h2 белая пешка · a1 белая ладья · c1 белый слон · d1 белый ферзь · g1 белый конь · h1 белая ладья | a8 чёрная ладья · c8 чёрный слон · d8 чёрный король · h8 чёрная ладья · c7 чёрная пешка · f7 чёрная пешка · g7 чёрная пешка · h7 чёрная пешка · b6 чёрная пешка · c6 белый король · a5 чёрная пешка · d5 чёрная пешка · e5 чёрная пешка · a3 белая пешка · b2 белая пешка · c2 белая пешка · d2 белая пешка · g2 белая пешка · h2 белая пешка · a1 белая ладья · c1 белый слон · d1 белый ферзь · g1 белый конь · h1 белая ладья | a8 чёрная ладья · c8 чёрный слон · d8 чёрный король · h8 чёрная ладья · c7 чёрная пешка · f7 чёрная пешка · g7 чёрная пешка · h7 чёрная пешка · b6 чёрная пешка · c6 белый король · a5 чёрная пешка · d5 чёрная пешка · e5 чёрная пешка · a3 белая пешка · b2 белая пешка · c2 белая пешка · d2 белая пешка · g2 белая пешка · h2 белая пешка · a1 белая ладья · c1 белый слон · d1 белый ферзь · g1 белый конь · h1 белая ладья | a8 чёрная ладья · c8 чёрный слон · d8 чёрный король · h8 чёрная ладья · c7 чёрная пешка · f7 чёрная пешка · g7 чёрная пешка · h7 чёрная пешка · b6 чёрная пешка · c6 белый король · a5 чёрная пешка · d5 чёрная пешка · e5 чёрная пешка · a3 белая пешка · b2 белая пешка · c2 белая пешка · d2 белая пешка · g2 белая пешка · h2 белая пешка · a1 белая ладья · c1 белый слон · d1 белый ферзь · g1 белый конь · h1 белая ладья | a8 чёрная ладья · c8 чёрный слон · d8 чёрный король · h8 чёрная ладья · c7 чёрная пешка · f7 чёрная пешка · g7 чёрная пешка · h7 чёрная пешка · b6 чёрная пешка · c6 белый король · a5 чёрная пешка · d5 чёрная пешка · e5 чёрная пешка · a3 белая пешка · b2 белая пешка · c2 белая пешка · d2 белая пешка · g2 белая пешка · h2 белая пешка · a1 белая ладья · c1 белый слон · d1 белый ферзь · g1 белый конь · h1 белая ладья | a8 чёрная ладья · c8 чёрный слон · d8 чёрный король · h8 чёрная ладья · c7 чёрная пешка · f7 чёрная пешка · g7 чёрная пешка · h7 чёрная пешка · b6 чёрная пешка · c6 белый король · a5 чёрная пешка · d5 чёрная пешка · e5 чёрная пешка · a3 белая пешка · b2 белая пешка · c2 белая пешка · d2 белая пешка · g2 белая пешка · h2 белая пешка · a1 белая ладья · c1 белый слон · d1 белый ферзь · g1 белый конь · h1 белая ладья | 3 |
| 2 | a8 чёрная ладья · c8 чёрный слон · d8 чёрный король · h8 чёрная ладья · c7 чёрная пешка · f7 чёрная пешка · g7 чёрная пешка · h7 чёрная пешка · b6 чёрная пешка · c6 белый король · a5 чёрная пешка · d5 чёрная пешка · e5 чёрная пешка · a3 белая пешка · b2 белая пешка · c2 белая пешка · d2 белая пешка · g2 белая пешка · h2 белая пешка · a1 белая ладья · c1 белый слон · d1 белый ферзь · g1 белый конь · h1 белая ладья | a8 чёрная ладья · c8 чёрный слон · d8 чёрный король · h8 чёрная ладья · c7 чёрная пешка · f7 чёрная пешка · g7 чёрная пешка · h7 чёрная пешка · b6 чёрная пешка · c6 белый король · a5 чёрная пешка · d5 чёрная пешка · e5 чёрная пешка · a3 белая пешка · b2 белая пешка · c2 белая пешка · d2 белая пешка · g2 белая пешка · h2 белая пешка · a1 белая ладья · c1 белый слон · d1 белый ферзь · g1 белый конь · h1 белая ладья | a8 чёрная ладья · c8 чёрный слон · d8 чёрный король · h8 чёрная ладья · c7 чёрная пешка · f7 чёрная пешка · g7 чёрная пешка · h7 чёрная пешка · b6 чёрная пешка · c6 белый король · a5 чёрная пешка · d5 чёрная пешка · e5 чёрная пешка · a3 белая пешка · b2 белая пешка · c2 белая пешка · d2 белая пешка · g2 белая пешка · h2 белая пешка · a1 белая ладья · c1 белый слон · d1 белый ферзь · g1 белый конь · h1 белая ладья | a8 чёрная ладья · c8 чёрный слон · d8 чёрный король · h8 чёрная ладья · c7 чёрная пешка · f7 чёрная пешка · g7 чёрная пешка · h7 чёрная пешка · b6 чёрная пешка · c6 белый король · a5 чёрная пешка · d5 чёрная пешка · e5 чёрная пешка · a3 белая пешка · b2 белая пешка · c2 белая пешка · d2 белая пешка · g2 белая пешка · h2 белая пешка · a1 белая ладья · c1 белый слон · d1 белый ферзь · g1 белый конь · h1 белая ладья | a8 чёрная ладья · c8 чёрный слон · d8 чёрный король · h8 чёрная ладья · c7 чёрная пешка · f7 чёрная пешка · g7 чёрная пешка · h7 чёрная пешка · b6 чёрная пешка · c6 белый король · a5 чёрная пешка · d5 чёрная пешка · e5 чёрная пешка · a3 белая пешка · b2 белая пешка · c2 белая пешка · d2 белая пешка · g2 белая пешка · h2 белая пешка · a1 белая ладья · c1 белый слон · d1 белый ферзь · g1 белый конь · h1 белая ладья | a8 чёрная ладья · c8 чёрный слон · d8 чёрный король · h8 чёрная ладья · c7 чёрная пешка · f7 чёрная пешка · g7 чёрная пешка · h7 чёрная пешка · b6 чёрная пешка · c6 белый король · a5 чёрная пешка · d5 чёрная пешка · e5 чёрная пешка · a3 белая пешка · b2 белая пешка · c2 белая пешка · d2 белая пешка · g2 белая пешка · h2 белая пешка · a1 белая ладья · c1 белый слон · d1 белый ферзь · g1 белый конь · h1 белая ладья | a8 чёрная ладья · c8 чёрный слон · d8 чёрный король · h8 чёрная ладья · c7 чёрная пешка · f7 чёрная пешка · g7 чёрная пешка · h7 чёрная пешка · b6 чёрная пешка · c6 белый король · a5 чёрная пешка · d5 чёрная пешка · e5 чёрная пешка · a3 белая пешка · b2 белая пешка · c2 белая пешка · d2 белая пешка · g2 белая пешка · h2 белая пешка · a1 белая ладья · c1 белый слон · d1 белый ферзь · g1 белый конь · h1 белая ладья | a8 чёрная ладья · c8 чёрный слон · d8 чёрный король · h8 чёрная ладья · c7 чёрная пешка · f7 чёрная пешка · g7 чёрная пешка · h7 чёрная пешка · b6 чёрная пешка · c6 белый король · a5 чёрная пешка · d5 чёрная пешка · e5 чёрная пешка · a3 белая пешка · b2 белая пешка · c2 белая пешка · d2 белая пешка · g2 белая пешка · h2 белая пешка · a1 белая ладья · c1 белый слон · d1 белый ферзь · g1 белый конь · h1 белая ладья | 2 |
| 1 | a8 чёрная ладья · c8 чёрный слон · d8 чёрный король · h8 чёрная ладья · c7 чёрная пешка · f7 чёрная пешка · g7 чёрная пешка · h7 чёрная пешка · b6 чёрная пешка · c6 белый король · a5 чёрная пешка · d5 чёрная пешка · e5 чёрная пешка · a3 белая пешка · b2 белая пешка · c2 белая пешка · d2 белая пешка · g2 белая пешка · h2 белая пешка · a1 белая ладья · c1 белый слон · d1 белый ферзь · g1 белый конь · h1 белая ладья | a8 чёрная ладья · c8 чёрный слон · d8 чёрный король · h8 чёрная ладья · c7 чёрная пешка · f7 чёрная пешка · g7 чёрная пешка · h7 чёрная пешка · b6 чёрная пешка · c6 белый король · a5 чёрная пешка · d5 чёрная пешка · e5 чёрная пешка · a3 белая пешка · b2 белая пешка · c2 белая пешка · d2 белая пешка · g2 белая пешка · h2 белая пешка · a1 белая ладья · c1 белый слон · d1 белый ферзь · g1 белый конь · h1 белая ладья | a8 чёрная ладья · c8 чёрный слон · d8 чёрный король · h8 чёрная ладья · c7 чёрная пешка · f7 чёрная пешка · g7 чёрная пешка · h7 чёрная пешка · b6 чёрная пешка · c6 белый король · a5 чёрная пешка · d5 чёрная пешка · e5 чёрная пешка · a3 белая пешка · b2 белая пешка · c2 белая пешка · d2 белая пешка · g2 белая пешка · h2 белая пешка · a1 белая ладья · c1 белый слон · d1 белый ферзь · g1 белый конь · h1 белая ладья | a8 чёрная ладья · c8 чёрный слон · d8 чёрный король · h8 чёрная ладья · c7 чёрная пешка · f7 чёрная пешка · g7 чёрная пешка · h7 чёрная пешка · b6 чёрная пешка · c6 белый король · a5 чёрная пешка · d5 чёрная пешка · e5 чёрная пешка · a3 белая пешка · b2 белая пешка · c2 белая пешка · d2 белая пешка · g2 белая пешка · h2 белая пешка · a1 белая ладья · c1 белый слон · d1 белый ферзь · g1 белый конь · h1 белая ладья | a8 чёрная ладья · c8 чёрный слон · d8 чёрный король · h8 чёрная ладья · c7 чёрная пешка · f7 чёрная пешка · g7 чёрная пешка · h7 чёрная пешка · b6 чёрная пешка · c6 белый король · a5 чёрная пешка · d5 чёрная пешка · e5 чёрная пешка · a3 белая пешка · b2 белая пешка · c2 белая пешка · d2 белая пешка · g2 белая пешка · h2 белая пешка · a1 белая ладья · c1 белый слон · d1 белый ферзь · g1 белый конь · h1 белая ладья | a8 чёрная ладья · c8 чёрный слон · d8 чёрный король · h8 чёрная ладья · c7 чёрная пешка · f7 чёрная пешка · g7 чёрная пешка · h7 чёрная пешка · b6 чёрная пешка · c6 белый король · a5 чёрная пешка · d5 чёрная пешка · e5 чёрная пешка · a3 белая пешка · b2 белая пешка · c2 белая пешка · d2 белая пешка · g2 белая пешка · h2 белая пешка · a1 белая ладья · c1 белый слон · d1 белый ферзь · g1 белый конь · h1 белая ладья | a8 чёрная ладья · c8 чёрный слон · d8 чёрный король · h8 чёрная ладья · c7 чёрная пешка · f7 чёрная пешка · g7 чёрная пешка · h7 чёрная пешка · b6 чёрная пешка · c6 белый король · a5 чёрная пешка · d5 чёрная пешка · e5 чёрная пешка · a3 белая пешка · b2 белая пешка · c2 белая пешка · d2 белая пешка · g2 белая пешка · h2 белая пешка · a1 белая ладья · c1 белый слон · d1 белый ферзь · g1 белый конь · h1 белая ладья | a8 чёрная ладья · c8 чёрный слон · d8 чёрный король · h8 чёрная ладья · c7 чёрная пешка · f7 чёрная пешка · g7 чёрная пешка · h7 чёрная пешка · b6 чёрная пешка · c6 белый король · a5 чёрная пешка · d5 чёрная пешка · e5 чёрная пешка · a3 белая пешка · b2 белая пешка · c2 белая пешка · d2 белая пешка · g2 белая пешка · h2 белая пешка · a1 белая ладья · c1 белый слон · d1 белый ферзь · g1 белый конь · h1 белая ладья | 1 |
|   | a | b | c | d | e | f | g | h |   |

Классическая партия между Карлом Гампе и Филиппом Мейтнером, сыгранная в Вене в 1872 году. После серии жертв чёрные привели игру к позиции, показанной на диаграмме, где они сделали ничью вечным шахом:
16… Сb7+!
17. Крb5
Если 17.Крxb7?? Крd7 18.Фg4+ Крd6 с последующим …Лhb8#.
17… Сa6+
18. Крc6
Если 18.Крa4? Сc4 и 19…b5#.
18… Сb7+ ½-½

### Леко — Крамник
|   | a | b | c | d | e | f | g | h |   |
| - | --- | --- | --- | --- | --- | --- | --- | --- | - |
| 8 | a8 чёрная ладья · h8 чёрный король · a7 чёрная пешка · b7 чёрная пешка · g7 чёрная пешка · h7 чёрная пешка · c6 чёрная пешка · f5 белый ферзь · h4 белая пешка · c3 чёрный ферзь · c2 белая пешка · f2 белая пешка · g2 белая пешка · b1 белый король · d1 белая ладья · h1 белая ладья | a8 чёрная ладья · h8 чёрный король · a7 чёрная пешка · b7 чёрная пешка · g7 чёрная пешка · h7 чёрная пешка · c6 чёрная пешка · f5 белый ферзь · h4 белая пешка · c3 чёрный ферзь · c2 белая пешка · f2 белая пешка · g2 белая пешка · b1 белый король · d1 белая ладья · h1 белая ладья | a8 чёрная ладья · h8 чёрный король · a7 чёрная пешка · b7 чёрная пешка · g7 чёрная пешка · h7 чёрная пешка · c6 чёрная пешка · f5 белый ферзь · h4 белая пешка · c3 чёрный ферзь · c2 белая пешка · f2 белая пешка · g2 белая пешка · b1 белый король · d1 белая ладья · h1 белая ладья | a8 чёрная ладья · h8 чёрный король · a7 чёрная пешка · b7 чёрная пешка · g7 чёрная пешка · h7 чёрная пешка · c6 чёрная пешка · f5 белый ферзь · h4 белая пешка · c3 чёрный ферзь · c2 белая пешка · f2 белая пешка · g2 белая пешка · b1 белый король · d1 белая ладья · h1 белая ладья | a8 чёрная ладья · h8 чёрный король · a7 чёрная пешка · b7 чёрная пешка · g7 чёрная пешка · h7 чёрная пешка · c6 чёрная пешка · f5 белый ферзь · h4 белая пешка · c3 чёрный ферзь · c2 белая пешка · f2 белая пешка · g2 белая пешка · b1 белый король · d1 белая ладья · h1 белая ладья | a8 чёрная ладья · h8 чёрный король · a7 чёрная пешка · b7 чёрная пешка · g7 чёрная пешка · h7 чёрная пешка · c6 чёрная пешка · f5 белый ферзь · h4 белая пешка · c3 чёрный ферзь · c2 белая пешка · f2 белая пешка · g2 белая пешка · b1 белый король · d1 белая ладья · h1 белая ладья | a8 чёрная ладья · h8 чёрный король · a7 чёрная пешка · b7 чёрная пешка · g7 чёрная пешка · h7 чёрная пешка · c6 чёрная пешка · f5 белый ферзь · h4 белая пешка · c3 чёрный ферзь · c2 белая пешка · f2 белая пешка · g2 белая пешка · b1 белый король · d1 белая ладья · h1 белая ладья | a8 чёрная ладья · h8 чёрный король · a7 чёрная пешка · b7 чёрная пешка · g7 чёрная пешка · h7 чёрная пешка · c6 чёрная пешка · f5 белый ферзь · h4 белая пешка · c3 чёрный ферзь · c2 белая пешка · f2 белая пешка · g2 белая пешка · b1 белый король · d1 белая ладья · h1 белая ладья | 8 |
| 7 | a8 чёрная ладья · h8 чёрный король · a7 чёрная пешка · b7 чёрная пешка · g7 чёрная пешка · h7 чёрная пешка · c6 чёрная пешка · f5 белый ферзь · h4 белая пешка · c3 чёрный ферзь · c2 белая пешка · f2 белая пешка · g2 белая пешка · b1 белый король · d1 белая ладья · h1 белая ладья | a8 чёрная ладья · h8 чёрный король · a7 чёрная пешка · b7 чёрная пешка · g7 чёрная пешка · h7 чёрная пешка · c6 чёрная пешка · f5 белый ферзь · h4 белая пешка · c3 чёрный ферзь · c2 белая пешка · f2 белая пешка · g2 белая пешка · b1 белый король · d1 белая ладья · h1 белая ладья | a8 чёрная ладья · h8 чёрный король · a7 чёрная пешка · b7 чёрная пешка · g7 чёрная пешка · h7 чёрная пешка · c6 чёрная пешка · f5 белый ферзь · h4 белая пешка · c3 чёрный ферзь · c2 белая пешка · f2 белая пешка · g2 белая пешка · b1 белый король · d1 белая ладья · h1 белая ладья | a8 чёрная ладья · h8 чёрный король · a7 чёрная пешка · b7 чёрная пешка · g7 чёрная пешка · h7 чёрная пешка · c6 чёрная пешка · f5 белый ферзь · h4 белая пешка · c3 чёрный ферзь · c2 белая пешка · f2 белая пешка · g2 белая пешка · b1 белый король · d1 белая ладья · h1 белая ладья | a8 чёрная ладья · h8 чёрный король · a7 чёрная пешка · b7 чёрная пешка · g7 чёрная пешка · h7 чёрная пешка · c6 чёрная пешка · f5 белый ферзь · h4 белая пешка · c3 чёрный ферзь · c2 белая пешка · f2 белая пешка · g2 белая пешка · b1 белый король · d1 белая ладья · h1 белая ладья | a8 чёрная ладья · h8 чёрный король · a7 чёрная пешка · b7 чёрная пешка · g7 чёрная пешка · h7 чёрная пешка · c6 чёрная пешка · f5 белый ферзь · h4 белая пешка · c3 чёрный ферзь · c2 белая пешка · f2 белая пешка · g2 белая пешка · b1 белый король · d1 белая ладья · h1 белая ладья | a8 чёрная ладья · h8 чёрный король · a7 чёрная пешка · b7 чёрная пешка · g7 чёрная пешка · h7 чёрная пешка · c6 чёрная пешка · f5 белый ферзь · h4 белая пешка · c3 чёрный ферзь · c2 белая пешка · f2 белая пешка · g2 белая пешка · b1 белый король · d1 белая ладья · h1 белая ладья | a8 чёрная ладья · h8 чёрный король · a7 чёрная пешка · b7 чёрная пешка · g7 чёрная пешка · h7 чёрная пешка · c6 чёрная пешка · f5 белый ферзь · h4 белая пешка · c3 чёрный ферзь · c2 белая пешка · f2 белая пешка · g2 белая пешка · b1 белый король · d1 белая ладья · h1 белая ладья | 7 |
| 6 | a8 чёрная ладья · h8 чёрный король · a7 чёрная пешка · b7 чёрная пешка · g7 чёрная пешка · h7 чёрная пешка · c6 чёрная пешка · f5 белый ферзь · h4 белая пешка · c3 чёрный ферзь · c2 белая пешка · f2 белая пешка · g2 белая пешка · b1 белый король · d1 белая ладья · h1 белая ладья | a8 чёрная ладья · h8 чёрный король · a7 чёрная пешка · b7 чёрная пешка · g7 чёрная пешка · h7 чёрная пешка · c6 чёрная пешка · f5 белый ферзь · h4 белая пешка · c3 чёрный ферзь · c2 белая пешка · f2 белая пешка · g2 белая пешка · b1 белый король · d1 белая ладья · h1 белая ладья | a8 чёрная ладья · h8 чёрный король · a7 чёрная пешка · b7 чёрная пешка · g7 чёрная пешка · h7 чёрная пешка · c6 чёрная пешка · f5 белый ферзь · h4 белая пешка · c3 чёрный ферзь · c2 белая пешка · f2 белая пешка · g2 белая пешка · b1 белый король · d1 белая ладья · h1 белая ладья | a8 чёрная ладья · h8 чёрный король · a7 чёрная пешка · b7 чёрная пешка · g7 чёрная пешка · h7 чёрная пешка · c6 чёрная пешка · f5 белый ферзь · h4 белая пешка · c3 чёрный ферзь · c2 белая пешка · f2 белая пешка · g2 белая пешка · b1 белый король · d1 белая ладья · h1 белая ладья | a8 чёрная ладья · h8 чёрный король · a7 чёрная пешка · b7 чёрная пешка · g7 чёрная пешка · h7 чёрная пешка · c6 чёрная пешка · f5 белый ферзь · h4 белая пешка · c3 чёрный ферзь · c2 белая пешка · f2 белая пешка · g2 белая пешка · b1 белый король · d1 белая ладья · h1 белая ладья | a8 чёрная ладья · h8 чёрный король · a7 чёрная пешка · b7 чёрная пешка · g7 чёрная пешка · h7 чёрная пешка · c6 чёрная пешка · f5 белый ферзь · h4 белая пешка · c3 чёрный ферзь · c2 белая пешка · f2 белая пешка · g2 белая пешка · b1 белый король · d1 белая ладья · h1 белая ладья | a8 чёрная ладья · h8 чёрный король · a7 чёрная пешка · b7 чёрная пешка · g7 чёрная пешка · h7 чёрная пешка · c6 чёрная пешка · f5 белый ферзь · h4 белая пешка · c3 чёрный ферзь · c2 белая пешка · f2 белая пешка · g2 белая пешка · b1 белый король · d1 белая ладья · h1 белая ладья | a8 чёрная ладья · h8 чёрный король · a7 чёрная пешка · b7 чёрная пешка · g7 чёрная пешка · h7 чёрная пешка · c6 чёрная пешка · f5 белый ферзь · h4 белая пешка · c3 чёрный ферзь · c2 белая пешка · f2 белая пешка · g2 белая пешка · b1 белый король · d1 белая ладья · h1 белая ладья | 6 |
| 5 | a8 чёрная ладья · h8 чёрный король · a7 чёрная пешка · b7 чёрная пешка · g7 чёрная пешка · h7 чёрная пешка · c6 чёрная пешка · f5 белый ферзь · h4 белая пешка · c3 чёрный ферзь · c2 белая пешка · f2 белая пешка · g2 белая пешка · b1 белый король · d1 белая ладья · h1 белая ладья | a8 чёрная ладья · h8 чёрный король · a7 чёрная пешка · b7 чёрная пешка · g7 чёрная пешка · h7 чёрная пешка · c6 чёрная пешка · f5 белый ферзь · h4 белая пешка · c3 чёрный ферзь · c2 белая пешка · f2 белая пешка · g2 белая пешка · b1 белый король · d1 белая ладья · h1 белая ладья | a8 чёрная ладья · h8 чёрный король · a7 чёрная пешка · b7 чёрная пешка · g7 чёрная пешка · h7 чёрная пешка · c6 чёрная пешка · f5 белый ферзь · h4 белая пешка · c3 чёрный ферзь · c2 белая пешка · f2 белая пешка · g2 белая пешка · b1 белый король · d1 белая ладья · h1 белая ладья | a8 чёрная ладья · h8 чёрный король · a7 чёрная пешка · b7 чёрная пешка · g7 чёрная пешка · h7 чёрная пешка · c6 чёрная пешка · f5 белый ферзь · h4 белая пешка · c3 чёрный ферзь · c2 белая пешка · f2 белая пешка · g2 белая пешка · b1 белый король · d1 белая ладья · h1 белая ладья | a8 чёрная ладья · h8 чёрный король · a7 чёрная пешка · b7 чёрная пешка · g7 чёрная пешка · h7 чёрная пешка · c6 чёрная пешка · f5 белый ферзь · h4 белая пешка · c3 чёрный ферзь · c2 белая пешка · f2 белая пешка · g2 белая пешка · b1 белый король · d1 белая ладья · h1 белая ладья | a8 чёрная ладья · h8 чёрный король · a7 чёрная пешка · b7 чёрная пешка · g7 чёрная пешка · h7 чёрная пешка · c6 чёрная пешка · f5 белый ферзь · h4 белая пешка · c3 чёрный ферзь · c2 белая пешка · f2 белая пешка · g2 белая пешка · b1 белый король · d1 белая ладья · h1 белая ладья | a8 чёрная ладья · h8 чёрный король · a7 чёрная пешка · b7 чёрная пешка · g7 чёрная пешка · h7 чёрная пешка · c6 чёрная пешка · f5 белый ферзь · h4 белая пешка · c3 чёрный ферзь · c2 белая пешка · f2 белая пешка · g2 белая пешка · b1 белый король · d1 белая ладья · h1 белая ладья | a8 чёрная ладья · h8 чёрный король · a7 чёрная пешка · b7 чёрная пешка · g7 чёрная пешка · h7 чёрная пешка · c6 чёрная пешка · f5 белый ферзь · h4 белая пешка · c3 чёрный ферзь · c2 белая пешка · f2 белая пешка · g2 белая пешка · b1 белый король · d1 белая ладья · h1 белая ладья | 5 |
| 4 | a8 чёрная ладья · h8 чёрный король · a7 чёрная пешка · b7 чёрная пешка · g7 чёрная пешка · h7 чёрная пешка · c6 чёрная пешка · f5 белый ферзь · h4 белая пешка · c3 чёрный ферзь · c2 белая пешка · f2 белая пешка · g2 белая пешка · b1 белый король · d1 белая ладья · h1 белая ладья | a8 чёрная ладья · h8 чёрный король · a7 чёрная пешка · b7 чёрная пешка · g7 чёрная пешка · h7 чёрная пешка · c6 чёрная пешка · f5 белый ферзь · h4 белая пешка · c3 чёрный ферзь · c2 белая пешка · f2 белая пешка · g2 белая пешка · b1 белый король · d1 белая ладья · h1 белая ладья | a8 чёрная ладья · h8 чёрный король · a7 чёрная пешка · b7 чёрная пешка · g7 чёрная пешка · h7 чёрная пешка · c6 чёрная пешка · f5 белый ферзь · h4 белая пешка · c3 чёрный ферзь · c2 белая пешка · f2 белая пешка · g2 белая пешка · b1 белый король · d1 белая ладья · h1 белая ладья | a8 чёрная ладья · h8 чёрный король · a7 чёрная пешка · b7 чёрная пешка · g7 чёрная пешка · h7 чёрная пешка · c6 чёрная пешка · f5 белый ферзь · h4 белая пешка · c3 чёрный ферзь · c2 белая пешка · f2 белая пешка · g2 белая пешка · b1 белый король · d1 белая ладья · h1 белая ладья | a8 чёрная ладья · h8 чёрный король · a7 чёрная пешка · b7 чёрная пешка · g7 чёрная пешка · h7 чёрная пешка · c6 чёрная пешка · f5 белый ферзь · h4 белая пешка · c3 чёрный ферзь · c2 белая пешка · f2 белая пешка · g2 белая пешка · b1 белый король · d1 белая ладья · h1 белая ладья | a8 чёрная ладья · h8 чёрный король · a7 чёрная пешка · b7 чёрная пешка · g7 чёрная пешка · h7 чёрная пешка · c6 чёрная пешка · f5 белый ферзь · h4 белая пешка · c3 чёрный ферзь · c2 белая пешка · f2 белая пешка · g2 белая пешка · b1 белый король · d1 белая ладья · h1 белая ладья | a8 чёрная ладья · h8 чёрный король · a7 чёрная пешка · b7 чёрная пешка · g7 чёрная пешка · h7 чёрная пешка · c6 чёрная пешка · f5 белый ферзь · h4 белая пешка · c3 чёрный ферзь · c2 белая пешка · f2 белая пешка · g2 белая пешка · b1 белый король · d1 белая ладья · h1 белая ладья | a8 чёрная ладья · h8 чёрный король · a7 чёрная пешка · b7 чёрная пешка · g7 чёрная пешка · h7 чёрная пешка · c6 чёрная пешка · f5 белый ферзь · h4 белая пешка · c3 чёрный ферзь · c2 белая пешка · f2 белая пешка · g2 белая пешка · b1 белый король · d1 белая ладья · h1 белая ладья | 4 |
| 3 | a8 чёрная ладья · h8 чёрный король · a7 чёрная пешка · b7 чёрная пешка · g7 чёрная пешка · h7 чёрная пешка · c6 чёрная пешка · f5 белый ферзь · h4 белая пешка · c3 чёрный ферзь · c2 белая пешка · f2 белая пешка · g2 белая пешка · b1 белый король · d1 белая ладья · h1 белая ладья | a8 чёрная ладья · h8 чёрный король · a7 чёрная пешка · b7 чёрная пешка · g7 чёрная пешка · h7 чёрная пешка · c6 чёрная пешка · f5 белый ферзь · h4 белая пешка · c3 чёрный ферзь · c2 белая пешка · f2 белая пешка · g2 белая пешка · b1 белый король · d1 белая ладья · h1 белая ладья | a8 чёрная ладья · h8 чёрный король · a7 чёрная пешка · b7 чёрная пешка · g7 чёрная пешка · h7 чёрная пешка · c6 чёрная пешка · f5 белый ферзь · h4 белая пешка · c3 чёрный ферзь · c2 белая пешка · f2 белая пешка · g2 белая пешка · b1 белый король · d1 белая ладья · h1 белая ладья | a8 чёрная ладья · h8 чёрный король · a7 чёрная пешка · b7 чёрная пешка · g7 чёрная пешка · h7 чёрная пешка · c6 чёрная пешка · f5 белый ферзь · h4 белая пешка · c3 чёрный ферзь · c2 белая пешка · f2 белая пешка · g2 белая пешка · b1 белый король · d1 белая ладья · h1 белая ладья | a8 чёрная ладья · h8 чёрный король · a7 чёрная пешка · b7 чёрная пешка · g7 чёрная пешка · h7 чёрная пешка · c6 чёрная пешка · f5 белый ферзь · h4 белая пешка · c3 чёрный ферзь · c2 белая пешка · f2 белая пешка · g2 белая пешка · b1 белый король · d1 белая ладья · h1 белая ладья | a8 чёрная ладья · h8 чёрный король · a7 чёрная пешка · b7 чёрная пешка · g7 чёрная пешка · h7 чёрная пешка · c6 чёрная пешка · f5 белый ферзь · h4 белая пешка · c3 чёрный ферзь · c2 белая пешка · f2 белая пешка · g2 белая пешка · b1 белый король · d1 белая ладья · h1 белая ладья | a8 чёрная ладья · h8 чёрный король · a7 чёрная пешка · b7 чёрная пешка · g7 чёрная пешка · h7 чёрная пешка · c6 чёрная пешка · f5 белый ферзь · h4 белая пешка · c3 чёрный ферзь · c2 белая пешка · f2 белая пешка · g2 белая пешка · b1 белый король · d1 белая ладья · h1 белая ладья | a8 чёрная ладья · h8 чёрный король · a7 чёрная пешка · b7 чёрная пешка · g7 чёрная пешка · h7 чёрная пешка · c6 чёрная пешка · f5 белый ферзь · h4 белая пешка · c3 чёрный ферзь · c2 белая пешка · f2 белая пешка · g2 белая пешка · b1 белый король · d1 белая ладья · h1 белая ладья | 3 |
| 2 | a8 чёрная ладья · h8 чёрный король · a7 чёрная пешка · b7 чёрная пешка · g7 чёрная пешка · h7 чёрная пешка · c6 чёрная пешка · f5 белый ферзь · h4 белая пешка · c3 чёрный ферзь · c2 белая пешка · f2 белая пешка · g2 белая пешка · b1 белый король · d1 белая ладья · h1 белая ладья | a8 чёрная ладья · h8 чёрный король · a7 чёрная пешка · b7 чёрная пешка · g7 чёрная пешка · h7 чёрная пешка · c6 чёрная пешка · f5 белый ферзь · h4 белая пешка · c3 чёрный ферзь · c2 белая пешка · f2 белая пешка · g2 белая пешка · b1 белый король · d1 белая ладья · h1 белая ладья | a8 чёрная ладья · h8 чёрный король · a7 чёрная пешка · b7 чёрная пешка · g7 чёрная пешка · h7 чёрная пешка · c6 чёрная пешка · f5 белый ферзь · h4 белая пешка · c3 чёрный ферзь · c2 белая пешка · f2 белая пешка · g2 белая пешка · b1 белый король · d1 белая ладья · h1 белая ладья | a8 чёрная ладья · h8 чёрный король · a7 чёрная пешка · b7 чёрная пешка · g7 чёрная пешка · h7 чёрная пешка · c6 чёрная пешка · f5 белый ферзь · h4 белая пешка · c3 чёрный ферзь · c2 белая пешка · f2 белая пешка · g2 белая пешка · b1 белый король · d1 белая ладья · h1 белая ладья | a8 чёрная ладья · h8 чёрный король · a7 чёрная пешка · b7 чёрная пешка · g7 чёрная пешка · h7 чёрная пешка · c6 чёрная пешка · f5 белый ферзь · h4 белая пешка · c3 чёрный ферзь · c2 белая пешка · f2 белая пешка · g2 белая пешка · b1 белый король · d1 белая ладья · h1 белая ладья | a8 чёрная ладья · h8 чёрный король · a7 чёрная пешка · b7 чёрная пешка · g7 чёрная пешка · h7 чёрная пешка · c6 чёрная пешка · f5 белый ферзь · h4 белая пешка · c3 чёрный ферзь · c2 белая пешка · f2 белая пешка · g2 белая пешка · b1 белый король · d1 белая ладья · h1 белая ладья | a8 чёрная ладья · h8 чёрный король · a7 чёрная пешка · b7 чёрная пешка · g7 чёрная пешка · h7 чёрная пешка · c6 чёрная пешка · f5 белый ферзь · h4 белая пешка · c3 чёрный ферзь · c2 белая пешка · f2 белая пешка · g2 белая пешка · b1 белый король · d1 белая ладья · h1 белая ладья | a8 чёрная ладья · h8 чёрный король · a7 чёрная пешка · b7 чёрная пешка · g7 чёрная пешка · h7 чёрная пешка · c6 чёрная пешка · f5 белый ферзь · h4 белая пешка · c3 чёрный ферзь · c2 белая пешка · f2 белая пешка · g2 белая пешка · b1 белый король · d1 белая ладья · h1 белая ладья | 2 |
| 1 | a8 чёрная ладья · h8 чёрный король · a7 чёрная пешка · b7 чёрная пешка · g7 чёрная пешка · h7 чёрная пешка · c6 чёрная пешка · f5 белый ферзь · h4 белая пешка · c3 чёрный ферзь · c2 белая пешка · f2 белая пешка · g2 белая пешка · b1 белый король · d1 белая ладья · h1 белая ладья | a8 чёрная ладья · h8 чёрный король · a7 чёрная пешка · b7 чёрная пешка · g7 чёрная пешка · h7 чёрная пешка · c6 чёрная пешка · f5 белый ферзь · h4 белая пешка · c3 чёрный ферзь · c2 белая пешка · f2 белая пешка · g2 белая пешка · b1 белый король · d1 белая ладья · h1 белая ладья | a8 чёрная ладья · h8 чёрный король · a7 чёрная пешка · b7 чёрная пешка · g7 чёрная пешка · h7 чёрная пешка · c6 чёрная пешка · f5 белый ферзь · h4 белая пешка · c3 чёрный ферзь · c2 белая пешка · f2 белая пешка · g2 белая пешка · b1 белый король · d1 белая ладья · h1 белая ладья | a8 чёрная ладья · h8 чёрный король · a7 чёрная пешка · b7 чёрная пешка · g7 чёрная пешка · h7 чёрная пешка · c6 чёрная пешка · f5 белый ферзь · h4 белая пешка · c3 чёрный ферзь · c2 белая пешка · f2 белая пешка · g2 белая пешка · b1 белый король · d1 белая ладья · h1 белая ладья | a8 чёрная ладья · h8 чёрный король · a7 чёрная пешка · b7 чёрная пешка · g7 чёрная пешка · h7 чёрная пешка · c6 чёрная пешка · f5 белый ферзь · h4 белая пешка · c3 чёрный ферзь · c2 белая пешка · f2 белая пешка · g2 белая пешка · b1 белый король · d1 белая ладья · h1 белая ладья | a8 чёрная ладья · h8 чёрный король · a7 чёрная пешка · b7 чёрная пешка · g7 чёрная пешка · h7 чёрная пешка · c6 чёрная пешка · f5 белый ферзь · h4 белая пешка · c3 чёрный ферзь · c2 белая пешка · f2 белая пешка · g2 белая пешка · b1 белый король · d1 белая ладья · h1 белая ладья | a8 чёрная ладья · h8 чёрный король · a7 чёрная пешка · b7 чёрная пешка · g7 чёрная пешка · h7 чёрная пешка · c6 чёрная пешка · f5 белый ферзь · h4 белая пешка · c3 чёрный ферзь · c2 белая пешка · f2 белая пешка · g2 белая пешка · b1 белый король · d1 белая ладья · h1 белая ладья | a8 чёрная ладья · h8 чёрный король · a7 чёрная пешка · b7 чёрная пешка · g7 чёрная пешка · h7 чёрная пешка · c6 чёрная пешка · f5 белый ферзь · h4 белая пешка · c3 чёрный ферзь · c2 белая пешка · f2 белая пешка · g2 белая пешка · b1 белый король · d1 белая ладья · h1 белая ладья | 1 |
|   | a | b | c | d | e | f | g | h |   |

В партии Петер Леко — Владимир Крамник, Корус 2008, чёрные сделали ничью вечным шахом:
24… Фb4+
25. Крa2 Фa4+
26. Крb2 Фb4+
27. Крc1 Фa3+
28. Kb1 ½-½
Если 28. Крd2? Лd8+ 29. Крe2 Фe7+

### Фишер — Таль
|   | a | b | c | d | e | f | g | h |   |
| - | --- | --- | --- | --- | --- | --- | --- | --- | - |
| 8 | c8 чёрный король · a7 чёрная пешка · b7 чёрная пешка · e7 чёрный конь · h7 белый ферзь · e6 чёрный ферзь · a5 белая пешка · d5 чёрная пешка · a3 белая пешка · c3 чёрная пешка · c2 белая пешка · f2 белая пешка · g2 белый король · h2 белая пешка · f1 белая ладья | c8 чёрный король · a7 чёрная пешка · b7 чёрная пешка · e7 чёрный конь · h7 белый ферзь · e6 чёрный ферзь · a5 белая пешка · d5 чёрная пешка · a3 белая пешка · c3 чёрная пешка · c2 белая пешка · f2 белая пешка · g2 белый король · h2 белая пешка · f1 белая ладья | c8 чёрный король · a7 чёрная пешка · b7 чёрная пешка · e7 чёрный конь · h7 белый ферзь · e6 чёрный ферзь · a5 белая пешка · d5 чёрная пешка · a3 белая пешка · c3 чёрная пешка · c2 белая пешка · f2 белая пешка · g2 белый король · h2 белая пешка · f1 белая ладья | c8 чёрный король · a7 чёрная пешка · b7 чёрная пешка · e7 чёрный конь · h7 белый ферзь · e6 чёрный ферзь · a5 белая пешка · d5 чёрная пешка · a3 белая пешка · c3 чёрная пешка · c2 белая пешка · f2 белая пешка · g2 белый король · h2 белая пешка · f1 белая ладья | c8 чёрный король · a7 чёрная пешка · b7 чёрная пешка · e7 чёрный конь · h7 белый ферзь · e6 чёрный ферзь · a5 белая пешка · d5 чёрная пешка · a3 белая пешка · c3 чёрная пешка · c2 белая пешка · f2 белая пешка · g2 белый король · h2 белая пешка · f1 белая ладья | c8 чёрный король · a7 чёрная пешка · b7 чёрная пешка · e7 чёрный конь · h7 белый ферзь · e6 чёрный ферзь · a5 белая пешка · d5 чёрная пешка · a3 белая пешка · c3 чёрная пешка · c2 белая пешка · f2 белая пешка · g2 белый король · h2 белая пешка · f1 белая ладья | c8 чёрный король · a7 чёрная пешка · b7 чёрная пешка · e7 чёрный конь · h7 белый ферзь · e6 чёрный ферзь · a5 белая пешка · d5 чёрная пешка · a3 белая пешка · c3 чёрная пешка · c2 белая пешка · f2 белая пешка · g2 белый король · h2 белая пешка · f1 белая ладья | c8 чёрный король · a7 чёрная пешка · b7 чёрная пешка · e7 чёрный конь · h7 белый ферзь · e6 чёрный ферзь · a5 белая пешка · d5 чёрная пешка · a3 белая пешка · c3 чёрная пешка · c2 белая пешка · f2 белая пешка · g2 белый король · h2 белая пешка · f1 белая ладья | 8 |
| 7 | c8 чёрный король · a7 чёрная пешка · b7 чёрная пешка · e7 чёрный конь · h7 белый ферзь · e6 чёрный ферзь · a5 белая пешка · d5 чёрная пешка · a3 белая пешка · c3 чёрная пешка · c2 белая пешка · f2 белая пешка · g2 белый король · h2 белая пешка · f1 белая ладья | c8 чёрный король · a7 чёрная пешка · b7 чёрная пешка · e7 чёрный конь · h7 белый ферзь · e6 чёрный ферзь · a5 белая пешка · d5 чёрная пешка · a3 белая пешка · c3 чёрная пешка · c2 белая пешка · f2 белая пешка · g2 белый король · h2 белая пешка · f1 белая ладья | c8 чёрный король · a7 чёрная пешка · b7 чёрная пешка · e7 чёрный конь · h7 белый ферзь · e6 чёрный ферзь · a5 белая пешка · d5 чёрная пешка · a3 белая пешка · c3 чёрная пешка · c2 белая пешка · f2 белая пешка · g2 белый король · h2 белая пешка · f1 белая ладья | c8 чёрный король · a7 чёрная пешка · b7 чёрная пешка · e7 чёрный конь · h7 белый ферзь · e6 чёрный ферзь · a5 белая пешка · d5 чёрная пешка · a3 белая пешка · c3 чёрная пешка · c2 белая пешка · f2 белая пешка · g2 белый король · h2 белая пешка · f1 белая ладья | c8 чёрный король · a7 чёрная пешка · b7 чёрная пешка · e7 чёрный конь · h7 белый ферзь · e6 чёрный ферзь · a5 белая пешка · d5 чёрная пешка · a3 белая пешка · c3 чёрная пешка · c2 белая пешка · f2 белая пешка · g2 белый король · h2 белая пешка · f1 белая ладья | c8 чёрный король · a7 чёрная пешка · b7 чёрная пешка · e7 чёрный конь · h7 белый ферзь · e6 чёрный ферзь · a5 белая пешка · d5 чёрная пешка · a3 белая пешка · c3 чёрная пешка · c2 белая пешка · f2 белая пешка · g2 белый король · h2 белая пешка · f1 белая ладья | c8 чёрный король · a7 чёрная пешка · b7 чёрная пешка · e7 чёрный конь · h7 белый ферзь · e6 чёрный ферзь · a5 белая пешка · d5 чёрная пешка · a3 белая пешка · c3 чёрная пешка · c2 белая пешка · f2 белая пешка · g2 белый король · h2 белая пешка · f1 белая ладья | c8 чёрный король · a7 чёрная пешка · b7 чёрная пешка · e7 чёрный конь · h7 белый ферзь · e6 чёрный ферзь · a5 белая пешка · d5 чёрная пешка · a3 белая пешка · c3 чёрная пешка · c2 белая пешка · f2 белая пешка · g2 белый король · h2 белая пешка · f1 белая ладья | 7 |
| 6 | c8 чёрный король · a7 чёрная пешка · b7 чёрная пешка · e7 чёрный конь · h7 белый ферзь · e6 чёрный ферзь · a5 белая пешка · d5 чёрная пешка · a3 белая пешка · c3 чёрная пешка · c2 белая пешка · f2 белая пешка · g2 белый король · h2 белая пешка · f1 белая ладья | c8 чёрный король · a7 чёрная пешка · b7 чёрная пешка · e7 чёрный конь · h7 белый ферзь · e6 чёрный ферзь · a5 белая пешка · d5 чёрная пешка · a3 белая пешка · c3 чёрная пешка · c2 белая пешка · f2 белая пешка · g2 белый король · h2 белая пешка · f1 белая ладья | c8 чёрный король · a7 чёрная пешка · b7 чёрная пешка · e7 чёрный конь · h7 белый ферзь · e6 чёрный ферзь · a5 белая пешка · d5 чёрная пешка · a3 белая пешка · c3 чёрная пешка · c2 белая пешка · f2 белая пешка · g2 белый король · h2 белая пешка · f1 белая ладья | c8 чёрный король · a7 чёрная пешка · b7 чёрная пешка · e7 чёрный конь · h7 белый ферзь · e6 чёрный ферзь · a5 белая пешка · d5 чёрная пешка · a3 белая пешка · c3 чёрная пешка · c2 белая пешка · f2 белая пешка · g2 белый король · h2 белая пешка · f1 белая ладья | c8 чёрный король · a7 чёрная пешка · b7 чёрная пешка · e7 чёрный конь · h7 белый ферзь · e6 чёрный ферзь · a5 белая пешка · d5 чёрная пешка · a3 белая пешка · c3 чёрная пешка · c2 белая пешка · f2 белая пешка · g2 белый король · h2 белая пешка · f1 белая ладья | c8 чёрный король · a7 чёрная пешка · b7 чёрная пешка · e7 чёрный конь · h7 белый ферзь · e6 чёрный ферзь · a5 белая пешка · d5 чёрная пешка · a3 белая пешка · c3 чёрная пешка · c2 белая пешка · f2 белая пешка · g2 белый король · h2 белая пешка · f1 белая ладья | c8 чёрный король · a7 чёрная пешка · b7 чёрная пешка · e7 чёрный конь · h7 белый ферзь · e6 чёрный ферзь · a5 белая пешка · d5 чёрная пешка · a3 белая пешка · c3 чёрная пешка · c2 белая пешка · f2 белая пешка · g2 белый король · h2 белая пешка · f1 белая ладья | c8 чёрный король · a7 чёрная пешка · b7 чёрная пешка · e7 чёрный конь · h7 белый ферзь · e6 чёрный ферзь · a5 белая пешка · d5 чёрная пешка · a3 белая пешка · c3 чёрная пешка · c2 белая пешка · f2 белая пешка · g2 белый король · h2 белая пешка · f1 белая ладья | 6 |
| 5 | c8 чёрный король · a7 чёрная пешка · b7 чёрная пешка · e7 чёрный конь · h7 белый ферзь · e6 чёрный ферзь · a5 белая пешка · d5 чёрная пешка · a3 белая пешка · c3 чёрная пешка · c2 белая пешка · f2 белая пешка · g2 белый король · h2 белая пешка · f1 белая ладья | c8 чёрный король · a7 чёрная пешка · b7 чёрная пешка · e7 чёрный конь · h7 белый ферзь · e6 чёрный ферзь · a5 белая пешка · d5 чёрная пешка · a3 белая пешка · c3 чёрная пешка · c2 белая пешка · f2 белая пешка · g2 белый король · h2 белая пешка · f1 белая ладья | c8 чёрный король · a7 чёрная пешка · b7 чёрная пешка · e7 чёрный конь · h7 белый ферзь · e6 чёрный ферзь · a5 белая пешка · d5 чёрная пешка · a3 белая пешка · c3 чёрная пешка · c2 белая пешка · f2 белая пешка · g2 белый король · h2 белая пешка · f1 белая ладья | c8 чёрный король · a7 чёрная пешка · b7 чёрная пешка · e7 чёрный конь · h7 белый ферзь · e6 чёрный ферзь · a5 белая пешка · d5 чёрная пешка · a3 белая пешка · c3 чёрная пешка · c2 белая пешка · f2 белая пешка · g2 белый король · h2 белая пешка · f1 белая ладья | c8 чёрный король · a7 чёрная пешка · b7 чёрная пешка · e7 чёрный конь · h7 белый ферзь · e6 чёрный ферзь · a5 белая пешка · d5 чёрная пешка · a3 белая пешка · c3 чёрная пешка · c2 белая пешка · f2 белая пешка · g2 белый король · h2 белая пешка · f1 белая ладья | c8 чёрный король · a7 чёрная пешка · b7 чёрная пешка · e7 чёрный конь · h7 белый ферзь · e6 чёрный ферзь · a5 белая пешка · d5 чёрная пешка · a3 белая пешка · c3 чёрная пешка · c2 белая пешка · f2 белая пешка · g2 белый король · h2 белая пешка · f1 белая ладья | c8 чёрный король · a7 чёрная пешка · b7 чёрная пешка · e7 чёрный конь · h7 белый ферзь · e6 чёрный ферзь · a5 белая пешка · d5 чёрная пешка · a3 белая пешка · c3 чёрная пешка · c2 белая пешка · f2 белая пешка · g2 белый король · h2 белая пешка · f1 белая ладья | c8 чёрный король · a7 чёрная пешка · b7 чёрная пешка · e7 чёрный конь · h7 белый ферзь · e6 чёрный ферзь · a5 белая пешка · d5 чёрная пешка · a3 белая пешка · c3 чёрная пешка · c2 белая пешка · f2 белая пешка · g2 белый король · h2 белая пешка · f1 белая ладья | 5 |
| 4 | c8 чёрный король · a7 чёрная пешка · b7 чёрная пешка · e7 чёрный конь · h7 белый ферзь · e6 чёрный ферзь · a5 белая пешка · d5 чёрная пешка · a3 белая пешка · c3 чёрная пешка · c2 белая пешка · f2 белая пешка · g2 белый король · h2 белая пешка · f1 белая ладья | c8 чёрный король · a7 чёрная пешка · b7 чёрная пешка · e7 чёрный конь · h7 белый ферзь · e6 чёрный ферзь · a5 белая пешка · d5 чёрная пешка · a3 белая пешка · c3 чёрная пешка · c2 белая пешка · f2 белая пешка · g2 белый король · h2 белая пешка · f1 белая ладья | c8 чёрный король · a7 чёрная пешка · b7 чёрная пешка · e7 чёрный конь · h7 белый ферзь · e6 чёрный ферзь · a5 белая пешка · d5 чёрная пешка · a3 белая пешка · c3 чёрная пешка · c2 белая пешка · f2 белая пешка · g2 белый король · h2 белая пешка · f1 белая ладья | c8 чёрный король · a7 чёрная пешка · b7 чёрная пешка · e7 чёрный конь · h7 белый ферзь · e6 чёрный ферзь · a5 белая пешка · d5 чёрная пешка · a3 белая пешка · c3 чёрная пешка · c2 белая пешка · f2 белая пешка · g2 белый король · h2 белая пешка · f1 белая ладья | c8 чёрный король · a7 чёрная пешка · b7 чёрная пешка · e7 чёрный конь · h7 белый ферзь · e6 чёрный ферзь · a5 белая пешка · d5 чёрная пешка · a3 белая пешка · c3 чёрная пешка · c2 белая пешка · f2 белая пешка · g2 белый король · h2 белая пешка · f1 белая ладья | c8 чёрный король · a7 чёрная пешка · b7 чёрная пешка · e7 чёрный конь · h7 белый ферзь · e6 чёрный ферзь · a5 белая пешка · d5 чёрная пешка · a3 белая пешка · c3 чёрная пешка · c2 белая пешка · f2 белая пешка · g2 белый король · h2 белая пешка · f1 белая ладья | c8 чёрный король · a7 чёрная пешка · b7 чёрная пешка · e7 чёрный конь · h7 белый ферзь · e6 чёрный ферзь · a5 белая пешка · d5 чёрная пешка · a3 белая пешка · c3 чёрная пешка · c2 белая пешка · f2 белая пешка · g2 белый король · h2 белая пешка · f1 белая ладья | c8 чёрный король · a7 чёрная пешка · b7 чёрная пешка · e7 чёрный конь · h7 белый ферзь · e6 чёрный ферзь · a5 белая пешка · d5 чёрная пешка · a3 белая пешка · c3 чёрная пешка · c2 белая пешка · f2 белая пешка · g2 белый король · h2 белая пешка · f1 белая ладья | 4 |
| 3 | c8 чёрный король · a7 чёрная пешка · b7 чёрная пешка · e7 чёрный конь · h7 белый ферзь · e6 чёрный ферзь · a5 белая пешка · d5 чёрная пешка · a3 белая пешка · c3 чёрная пешка · c2 белая пешка · f2 белая пешка · g2 белый король · h2 белая пешка · f1 белая ладья | c8 чёрный король · a7 чёрная пешка · b7 чёрная пешка · e7 чёрный конь · h7 белый ферзь · e6 чёрный ферзь · a5 белая пешка · d5 чёрная пешка · a3 белая пешка · c3 чёрная пешка · c2 белая пешка · f2 белая пешка · g2 белый король · h2 белая пешка · f1 белая ладья | c8 чёрный король · a7 чёрная пешка · b7 чёрная пешка · e7 чёрный конь · h7 белый ферзь · e6 чёрный ферзь · a5 белая пешка · d5 чёрная пешка · a3 белая пешка · c3 чёрная пешка · c2 белая пешка · f2 белая пешка · g2 белый король · h2 белая пешка · f1 белая ладья | c8 чёрный король · a7 чёрная пешка · b7 чёрная пешка · e7 чёрный конь · h7 белый ферзь · e6 чёрный ферзь · a5 белая пешка · d5 чёрная пешка · a3 белая пешка · c3 чёрная пешка · c2 белая пешка · f2 белая пешка · g2 белый король · h2 белая пешка · f1 белая ладья | c8 чёрный король · a7 чёрная пешка · b7 чёрная пешка · e7 чёрный конь · h7 белый ферзь · e6 чёрный ферзь · a5 белая пешка · d5 чёрная пешка · a3 белая пешка · c3 чёрная пешка · c2 белая пешка · f2 белая пешка · g2 белый король · h2 белая пешка · f1 белая ладья | c8 чёрный король · a7 чёрная пешка · b7 чёрная пешка · e7 чёрный конь · h7 белый ферзь · e6 чёрный ферзь · a5 белая пешка · d5 чёрная пешка · a3 белая пешка · c3 чёрная пешка · c2 белая пешка · f2 белая пешка · g2 белый король · h2 белая пешка · f1 белая ладья | c8 чёрный король · a7 чёрная пешка · b7 чёрная пешка · e7 чёрный конь · h7 белый ферзь · e6 чёрный ферзь · a5 белая пешка · d5 чёрная пешка · a3 белая пешка · c3 чёрная пешка · c2 белая пешка · f2 белая пешка · g2 белый король · h2 белая пешка · f1 белая ладья | c8 чёрный король · a7 чёрная пешка · b7 чёрная пешка · e7 чёрный конь · h7 белый ферзь · e6 чёрный ферзь · a5 белая пешка · d5 чёрная пешка · a3 белая пешка · c3 чёрная пешка · c2 белая пешка · f2 белая пешка · g2 белый король · h2 белая пешка · f1 белая ладья | 3 |
| 2 | c8 чёрный король · a7 чёрная пешка · b7 чёрная пешка · e7 чёрный конь · h7 белый ферзь · e6 чёрный ферзь · a5 белая пешка · d5 чёрная пешка · a3 белая пешка · c3 чёрная пешка · c2 белая пешка · f2 белая пешка · g2 белый король · h2 белая пешка · f1 белая ладья | c8 чёрный король · a7 чёрная пешка · b7 чёрная пешка · e7 чёрный конь · h7 белый ферзь · e6 чёрный ферзь · a5 белая пешка · d5 чёрная пешка · a3 белая пешка · c3 чёрная пешка · c2 белая пешка · f2 белая пешка · g2 белый король · h2 белая пешка · f1 белая ладья | c8 чёрный король · a7 чёрная пешка · b7 чёрная пешка · e7 чёрный конь · h7 белый ферзь · e6 чёрный ферзь · a5 белая пешка · d5 чёрная пешка · a3 белая пешка · c3 чёрная пешка · c2 белая пешка · f2 белая пешка · g2 белый король · h2 белая пешка · f1 белая ладья | c8 чёрный король · a7 чёрная пешка · b7 чёрная пешка · e7 чёрный конь · h7 белый ферзь · e6 чёрный ферзь · a5 белая пешка · d5 чёрная пешка · a3 белая пешка · c3 чёрная пешка · c2 белая пешка · f2 белая пешка · g2 белый король · h2 белая пешка · f1 белая ладья | c8 чёрный король · a7 чёрная пешка · b7 чёрная пешка · e7 чёрный конь · h7 белый ферзь · e6 чёрный ферзь · a5 белая пешка · d5 чёрная пешка · a3 белая пешка · c3 чёрная пешка · c2 белая пешка · f2 белая пешка · g2 белый король · h2 белая пешка · f1 белая ладья | c8 чёрный король · a7 чёрная пешка · b7 чёрная пешка · e7 чёрный конь · h7 белый ферзь · e6 чёрный ферзь · a5 белая пешка · d5 чёрная пешка · a3 белая пешка · c3 чёрная пешка · c2 белая пешка · f2 белая пешка · g2 белый король · h2 белая пешка · f1 белая ладья | c8 чёрный король · a7 чёрная пешка · b7 чёрная пешка · e7 чёрный конь · h7 белый ферзь · e6 чёрный ферзь · a5 белая пешка · d5 чёрная пешка · a3 белая пешка · c3 чёрная пешка · c2 белая пешка · f2 белая пешка · g2 белый король · h2 белая пешка · f1 белая ладья | c8 чёрный король · a7 чёрная пешка · b7 чёрная пешка · e7 чёрный конь · h7 белый ферзь · e6 чёрный ферзь · a5 белая пешка · d5 чёрная пешка · a3 белая пешка · c3 чёрная пешка · c2 белая пешка · f2 белая пешка · g2 белый король · h2 белая пешка · f1 белая ладья | 2 |
| 1 | c8 чёрный король · a7 чёрная пешка · b7 чёрная пешка · e7 чёрный конь · h7 белый ферзь · e6 чёрный ферзь · a5 белая пешка · d5 чёрная пешка · a3 белая пешка · c3 чёрная пешка · c2 белая пешка · f2 белая пешка · g2 белый король · h2 белая пешка · f1 белая ладья | c8 чёрный король · a7 чёрная пешка · b7 чёрная пешка · e7 чёрный конь · h7 белый ферзь · e6 чёрный ферзь · a5 белая пешка · d5 чёрная пешка · a3 белая пешка · c3 чёрная пешка · c2 белая пешка · f2 белая пешка · g2 белый король · h2 белая пешка · f1 белая ладья | c8 чёрный король · a7 чёрная пешка · b7 чёрная пешка · e7 чёрный конь · h7 белый ферзь · e6 чёрный ферзь · a5 белая пешка · d5 чёрная пешка · a3 белая пешка · c3 чёрная пешка · c2 белая пешка · f2 белая пешка · g2 белый король · h2 белая пешка · f1 белая ладья | c8 чёрный король · a7 чёрная пешка · b7 чёрная пешка · e7 чёрный конь · h7 белый ферзь · e6 чёрный ферзь · a5 белая пешка · d5 чёрная пешка · a3 белая пешка · c3 чёрная пешка · c2 белая пешка · f2 белая пешка · g2 белый король · h2 белая пешка · f1 белая ладья | c8 чёрный король · a7 чёрная пешка · b7 чёрная пешка · e7 чёрный конь · h7 белый ферзь · e6 чёрный ферзь · a5 белая пешка · d5 чёрная пешка · a3 белая пешка · c3 чёрная пешка · c2 белая пешка · f2 белая пешка · g2 белый король · h2 белая пешка · f1 белая ладья | c8 чёрный король · a7 чёрная пешка · b7 чёрная пешка · e7 чёрный конь · h7 белый ферзь · e6 чёрный ферзь · a5 белая пешка · d5 чёрная пешка · a3 белая пешка · c3 чёрная пешка · c2 белая пешка · f2 белая пешка · g2 белый король · h2 белая пешка · f1 белая ладья | c8 чёрный король · a7 чёрная пешка · b7 чёрная пешка · e7 чёрный конь · h7 белый ферзь · e6 чёрный ферзь · a5 белая пешка · d5 чёрная пешка · a3 белая пешка · c3 чёрная пешка · c2 белая пешка · f2 белая пешка · g2 белый король · h2 белая пешка · f1 белая ладья | c8 чёрный король · a7 чёрная пешка · b7 чёрная пешка · e7 чёрный конь · h7 белый ферзь · e6 чёрный ферзь · a5 белая пешка · d5 чёрная пешка · a3 белая пешка · c3 чёрная пешка · c2 белая пешка · f2 белая пешка · g2 белый король · h2 белая пешка · f1 белая ладья | 1 |
|   | a | b | c | d | e | f | g | h |   |

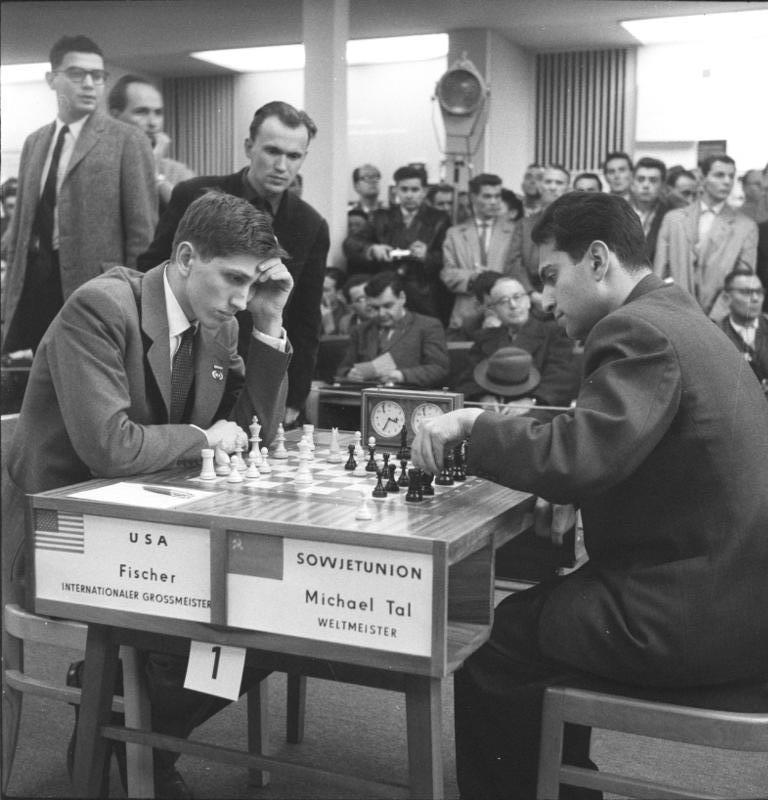
Fischer vs. Tal, 1960

Вечный шах спас Михаила Таля (чемпиона мира) в партии против Бобби Фишера, в Лейпциге 1960 на 14-й шахматной олимпиаде.
Чёрные сыграли
 21… Qg4+
с последующей ничьей (Evans 1970:53). (После 22.Крh1 следует 22…Фf3+ 23.Крg1 Фg4+ с вечным шахом.)

## В других играх
В сёги и сянци вечный шах запрещён, и если игрок, объявив циклический шах трижды, не желает изменять ходы и объявляет шах в четвёртый раз, ему засчитывается поражение. Данное правило сильно сужает в этих играх ничейные возможности, делая их более бескомпромиссными по сравнению с западными шахматами.